# Torneo Federal A 2017-18
El Torneo Federal A 2017-18 fue la quinta edición del certamen, perteneciente a la tercera categoría para los equipos de fútbol de los clubes indirectamente afiliados a la AFA.
Se incorporaron cuatro equipos ascendidos del Torneo Federal B Complementario 2016 y cuatro descendidos de la Primera B Nacional 2016-17. 
El campeón, Central Córdoba de Santiago del Estero, ascendió a la Primera B Nacional acompañado por Gimnasia y Esgrima de Mendoza, ganador del segundo ascenso por eliminación.
Asimismo, se determinaron ocho descensos.

## Ascensos y descensos
- Equipos salientes

| Posición | Descendidos del Federal A 2016-17 |
| -------- | --------------------------------- |
| Zona A   | General Belgrano (SR)             |
| Zona B   | Concepción FC                     |
| Zona C   | Sol de América                    |

| Posición  | Ascendidos del Federal A 2016-17 |
| --------- | -------------------------------- |
| Campeón   | Agropecuario                     |
| Gan. Rev. | Mitre (SdE)                      |

- Equipos entrantes

| Posición        | Ascendidos del Federal B Comp. 2016 |
| --------------- | ----------------------------------- |
| Primer ascenso  | Sansinena                           |
| Segundo ascenso | Estudiantes (RC)                    |
| Tercer ascenso  | Deportivo Mandiyú                   |
| Cuarto ascenso  | Huracán Las Heras                   |

| Posición | Descendidos de la B Nacional 2016-17 |
| -------- | ------------------------------------ |
| 20.º     | Central Córdoba (SdE)                |
| 21.º     | Douglas Haig                         |
| 22.º     | Crucero del Norte                    |
| 23.º     | Atlético Paraná                      |

- De esta manera, el número de participantes aumentó a 39 equipos.

## Sistema de disputa

### Ascensos
Primera fase
Se agrupó a los equipos en 4 zonas geográficas, 3 de 10 integrantes y la otra de 9, que se jugaron por el sistema de todos contra todos, a dos ruedas. Los 4 primeros de cada zona clasificarán a la Segunda fase. El resto de los equipos (23) pasarán a disputar la Reválida.
Segunda fase
Los 16 clasificados de la Primera fase se agruparon en dos zonas geográficas de 8 equipos cada una. Se jugó todos contra todos, a una rueda. Clasificaron a la Tercera fase el primero y el segundo de cada zona y el mejor tercero, mientras que el otro tercero pasó a la Tercera etapa de la Reválida. El resto de los equipos (10) disputarán la Segunda etapa.
Tercera fase
La disputarán los 5 equipos clasificados en la Segunda fase, en una sola rueda de todos contra todos. El ganador será campeón y ascenderá a la Primera B Nacional. El resto de los equipos (4) pasarán a la Cuarta etapa de la Reválida.
Reválida
- Primera etapa: Los 23 equipos que no pasen de la Primera a la Segunda fase se agruparán en 4 zonas geográficas (3 de 6 equipos y una de 5), que se jugarán todos contra todos a dos ruedas. El primero de cada zona clasificará a la Segunda etapa.

A partir de aquí las siguientes etapas se disputarán por eliminación directa, a doble partido uno en cada sede. Con el fin de establecer los cruces, para cada una se confeccionará una tabla de ordenamiento, según la ubicación previa respectiva de los equipos, de acuerdo con la posición y puntaje obtenidos. Los enfrentamientos serán de los mejor contra los peor ubicados en esa tabla, y actuarán de local en el segundo partido los que tengan el menor número de orden
- Segunda etapa: La jugarán los 4 clasificados de la Primera etapa y los 10 equipos provenientes de la Segunda fase. En la tabla de ordenamiento, ocuparán los primeros lugares los provenientes de esta última. Los 7 ganadores clasificarán a la Tercera etapa.

- Tercera etapa: Será disputada por 8 equipos, los 7 ganadores de la Segunda etapa y el ubicado en el tercer puesto de su zona en la Segunda Fase que no haya clasificado a la Tercera. Este último equipo ocupará la primera posición en la tabla de ordenamiento, mientras que los demás se ubicarán en las siguientes, según lo establecido anteriormente. Los 4 ganadores clasificarán a la Cuarta etapa.

- Cuarta etapa: Estará integrada por 8 equipos, los 4 ganadores de la Tercera etapa y los 4 provenientes de la Tercera fase, los que ocuparán los 4 primeros puestos de la tabla de ordenamiento, de acuerdo con la suma de puntos obtenidos en la Segunda y Tercera fase. Los clasificados de la etapa anterior se ubicarán en los 4 últimos lugares, manteniendo el orden preestablecido. Los 4 ganadores pasarán a la Quinta etapa.

- Quinta etapa: Será disputada por los 4 equipos clasificados en la Cuarta etapa. Se mantendrá el ordenamiento de la etapa anterior y los 2 ganadores disputarán la Sexta etapa.

- Sexta etapa: Será la final por el segundo ascenso a la Primera B Nacional, y la jugarán los ganadores de la Quinta etapa, ordenados de la misma manera.[3]

### Descensos
Al finalizar la disputa de la Primera etapa de la Reválida se confeccionó una tabla de promedios para cada zona, con el agregado de los partidos jugados en la Primera fase. Los 4 equipos que ocuparon el último puesto de cada una de esas tablas descendieron. Una vez determinados esos descensos, se agrupó a los restantes equipos en una tabla general de promedios. Los que ocuparon los cuatro últimos puestos, también descendieron.

### Clasificación a la Copa Argentina 2017-18
Los 8 equipos mejor posicionados en cada una de las 4 zonas de la Primera fase disputaron el Grupo A de la Fase preliminar regional.

## Equipos participantes
| Zona                                               | Equipo                 | Ciudad                                     | Estadio       | Capacidad                      | Liga de origen |
| -------------------------------------------------- | ---------------------- | ------------------------------------------ | ------------- | ------------------------------ | -------------- |
| Zona 1                                             |                        |                                            |               |                                |                |
| Club Atlético Alvarado                             | Mar del Plata          | José María Minella                         | 35 180        | Liga Marplatense               |                |
| Club Atlético Independiente                        | Neuquén                | La Nueva Caldera                           | 3500          | Liga del Neuquén               |                |
| Club Atlético Sansinena Social y Deportivo         | General Cerri          | Luis Molina                                | 4000          | Liga del Sur                   |                |
| Club Cipolletti                                    | Cipolletti             | La Visera de Cemento                       | 12 000        | Liga Deportiva Confluencia     |                |
| Club Ferro Carril Oeste                            | General Pico           | El Coloso del Barrio Talleres              | 11 000        | Liga Pampeana                  |                |
| Club Rivadavia                                     | Lincoln                | El Coliseo                                 | 10 000        | Liga Deportiva del Oeste       |                |
| Club Social y Deportivo Madryn                     | Puerto Madryn          | Abel Sastre                                | 6000          | Liga Valle del Chubut          |                |
| Club Social y Deportivo General Roca               | General Roca           | Luis Maiolino                              | 10 000        | Liga Deportiva Confluencia     |                |
| Club Villa Mitre                                   | Bahía Blanca           | El Fortín                                  | 6000          | Liga del Sur                   |                |
| Zona 2                                             |                        |                                            |               |                                |                |
| Asociación Atlética Estudiantes                    | Río Cuarto             | Ciudad de Río Cuarto Antonio Candini       | 15 000        | Liga Regional de Río Cuarto    |                |
| Club Atlético Gimnasia y Esgrima                   | Mendoza                | Víctor Antonio Legrotaglie                 | 11 500        | Liga Mendocina                 |                |
| Club Atlético Huracán Las Heras                    | Las Heras              | General San Martín                         | 10 000        | Liga Mendocina                 |                |
| Club Atlético Juventud Unida Universitario         | San Luis               | Juan Gilberto Funes Mario Sebastián Diez   | 15 000 7000   | Liga Sanluiseña                |                |
| Club Atlético San Lorenzo de Alem                  | Catamarca              | Malvinas Argentinas                        | 12 000        | Liga Catamarqueña              |                |
| Club Atlético Unión                                | Villa Krause           | San Juan del Bicentenario 12 de Octubre    | 25 286 6000   | Liga Sanjuanina                |                |
| Club Deportivo Maipú                               | Maipú                  | Malvinas Argentinas Omar Higinio Sperdutti | 42 500 8000   | Liga Mendocina                 |                |
| Club Sportivo Desamparados                         | San Juan               | San Juan del Bicentenario El Serpentario   | 25 286 12 000 | Liga Sanjuanina                |                |
| Club Unión Aconquija                               | Aconquija              | Municipal de Aconquija Peñarol de Belén    | 3000          | Liga Andalgalense              |                |
| Gutiérrez Sport Club                               | Gutiérrez              | General Gutiérrez                          | 5000          | Liga Mendocina                 |                |
| Zona 3                                             |                        |                                            |               |                                |                |
| Club Atlético Central Córdoba                      | Santiago del Estero    | Alfredo Terrera                            | 16 000        | Liga Santiagueña               |                |
| Club Atlético Douglas Haig                         | Pergamino              | Miguel Morales                             | 16.000        | Liga de Pergamino              |                |
| Club Atlético Paraná                               | Paraná                 | Pedro Mutio                                | 6000          | Liga Paranaense                |                |
| Club Atlético Unión                                | Sunchales              | De la Avenida                              | 5600          | Liga Rafaelina                 |                |
| Club Atlético y Social Defensores de Belgrano      | Villa Ramallo          | Salomón Boeseldín                          | 3000          | Liga Nicoleña                  |                |
| Club Defensores de Pronunciamiento                 | Pronunciamiento        | Delio Cardozo                              | 2000          | Liga Departamental de Colón    |                |
| Club Deportivo Libertad                            | Sunchales              | Dr. Plácido Tita                           | 5000          | Liga Rafaelina                 |                |
| Club Gimnasia y Esgrima                            | Concepción del Uruguay | Manuel y Ramón Núñez                       | 9000          | Liga de Concepción del Uruguay |                |
| Club Sportivo Belgrano                             | San Francisco          | Oscar Carlos Boero                         | 15 500        | Liga de San Francisco          |                |
| Sportivo Atlético Club                             | Las Parejas            | 4 de Septiembre                            | 3000          | Liga Cañadense                 |                |
| Zona 4                                             |                        |                                            |               |                                |                |
| Asociación Cultural y Deportiva Altos Hornos Zapla | Palpalá                | Emilio Fabrizzi                            | 20 704        | Liga Jujeña                    |                |
| Centro Juventud Antoniana                          | Salta                  | Fray Honorato Pistoia                      | 12 000        | Liga Salteña                   |                |
| Club Atlético Chaco For Ever                       | Resistencia            | Juan Alberto García                        | 20 000        | Liga Chaqueña                  |                |
| Club Atlético Sarmiento                            | Resistencia            | Centenario                                 | 25 000        | Liga Chaqueña                  |                |
| Club de Gimnasia y Tiro                            | Salta                  | El Gigante del Norte                       | 24 300        | Liga Salteña                   |                |
| Club Deportivo Mandiyú                             | Corrientes             | José Antonio Romero Feris                  | 15 700        | Liga Correntina de fútbol      |                |
| Club Deportivo Guaraní Antonio Franco              | Posadas                | Clemente A. Fernández de Oliveira          | 12 000        | Liga Posadeña                  |                |
| Club Mutual Crucero del Norte                      | Garupá                 | Comandante Andrés Guacurarí                | 16 000        | Liga Posadeña                  |                |
| Club Social y Deportivo San Jorge                  | San Andrés             | Ángel Pascual Saez                         | 6000          | Liga Tucumana                  |                |
| Club Sportivo Patria                               | Formosa                | Antonio Romero                             | 23 000        | Liga Formoseña                 |                |

### Distribución geográfica
| Provincia                | Cant. | Equipos                                                                                     |
| ------------------------ | ----- | ------------------------------------------------------------------------------------------- |
| Interior de Buenos Aires | 6     | Alvarado, Defensores de Belgrano (VR), Douglas Haig, Rivadavia (L), Sansinena y Villa Mitre |
| Mendoza                  | 4     | Deportivo Maipú, Gimnasia y Esgrima, Gutiérrez y Huracán Las Heras                          |
| Entre Ríos               | 3     | Atlético Paraná, Defensores de Pronunciamiento y Gimnasia y Esgrima (CdU)                   |
| Santa Fe                 | 3     | Libertad (S), Sportivo Las Parejas y Unión (S)                                              |
| Catamarca                | 2     | San Lorenzo de Alem y Unión Aconquija                                                       |
| Chaco                    | 2     | Chaco For Ever y Sarmiento (R)                                                              |
| Córdoba                  | 2     | Estudiantes (RC) y Sportivo Belgrano                                                        |
| Misiones                 | 2     | Crucero del Norte y Guaraní Antonio Franco                                                  |
| Río Negro                | 2     | Cipolletti y Deportivo Roca                                                                 |
| Salta                    | 2     | Gimnasia y Tiro y Juventud Antoniana                                                        |
| San Juan                 | 2     | Desamparados y Unión (VK)                                                                   |
| Chubut                   | 1     | Deportivo Madryn                                                                            |
| Corrientes               | 1     | Deportivo Mandiyú                                                                           |
| Formosa                  | 1     | Sportivo Patria                                                                             |
| Jujuy                    | 1     | Altos Hornos Zapla                                                                          |
| La Pampa                 | 1     | Ferro Carril Oeste (GP)                                                                     |
| Neuquén                  | 1     | Independiente                                                                               |
| San Luis                 | 1     | Juventud Unida Universitario                                                                |
| Santiago del Estero      | 1     | Central Córdoba                                                                             |
| Tucumán                  | 1     | San Jorge                                                                                   |
| Total                    | 39    |                                                                                             |

## Primera fase

### Zona 1

#### Tabla de posiciones final
| Pos. | Equipo                            | Pts. | PJ | PG | PE | PP | GF | GC | Dif. |
| ---- | --------------------------------- | ---- | -- | -- | -- | -- | -- | -- | ---- |
| 01.º | Alvarado                          | 29   | 16 | 8  | 5  | 3  | 23 | 11 | 12   |
| 02.º | Villa Mitre                       | 26   | 16 | 6  | 8  | 2  | 16 | 11 | 5    |
| 03.º | Deportivo Roca                    | 24   | 16 | 7  | 3  | 6  | 23 | 21 | 2    |
| 04.º | Ferro Carril Oeste (General Pico) | 23   | 16 | 6  | 5  | 5  | 18 | 17 | 1    |
| 05.º | Cipolletti                        | 23   | 16 | 6  | 5  | 5  | 18 | 16 | 2    |
| 06.º | Independiente (Neuquén)           | 19   | 16 | 5  | 4  | 7  | 13 | 21 | −8   |
| 07.º | Rivadavia (Lincoln)               | 17   | 16 | 4  | 5  | 7  | 19 | 16 | 3    |
| 08.º | Sansinena                         | 16   | 16 | 3  | 7  | 6  | 12 | 16 | −4   |
| 09.º | Deportivo Madryn                  | 16   | 16 | 4  | 4  | 8  | 11 | 24 | −13  |

|  | Clasificados a la Segunda fase y a la Copa Argentina 2017-18                 |
|  | Clasificados a la Primera etapa de la reválida y a la Copa Argentina 2017-18 |
|  | Clasificado a la Primera etapa de la reválida                                |

#### Resultados
| Fecha 1          | Fecha 1   | Fecha 1                 | Fecha 1              | Fecha 1          | Fecha 1 |
| Local            | Resultado | Visitante               | Estadio              | Fecha            | Hora    |
| ---------------- | --------- | ----------------------- | -------------------- | ---------------- | ------- |
| Deportivo Madryn | 0 - 0     | Ferro Carril Oeste (GP) | Abel Sastre          | 17 de septiembre | 15:30   |
| Cipolletti       | 1 - 1     | Rivadavia (L)           | La Visera de Cemento | 17 de septiembre | 15:30   |
| Villa Mitre      | 1 - 0     | Independiente (N)       | El Fortín            | 17 de septiembre | 16:00   |
| Alvarado         | 3 - 0     | Deportivo Roca          | José María Minella   | 17 de septiembre | 16:00   |
| Libre: Sansinena |           |                         |                      |                  |         |

| Fecha 2                 | Fecha 2   | Fecha 2          | Fecha 2                       | Fecha 2          | Fecha 2 |
| Local                   | Resultado | Visitante        | Estadio                       | Fecha            | Hora    |
| ----------------------- | --------- | ---------------- | ----------------------------- | ---------------- | ------- |
| Deportivo Roca          | 1 - 0     | Deportivo Madryn | Luis Maiolino                 | 24 de septiembre | 15:30   |
| Independiente (N)       | 2 - 1     | Alvarado         | La Nueva Caldera              | 24 de septiembre | 16:00   |
| Ferro Carril Oeste (GP) | 2 - 1     | Cipolletti       | El Coloso del Barrio Talleres | 24 de septiembre | 16:00   |
| Rivadavia (L)           | 2 - 2     | Sansinena        | El Coliseo                    | 24 de septiembre | 16:00   |
| Libre: Villa Mitre      |           |                  |                               |                  |         |

| Fecha 3              | Fecha 3   | Fecha 3                 | Fecha 3              | Fecha 3          | Fecha 3 |
| Local                | Resultado | Visitante               | Estadio              | Fecha            | Hora    |
| -------------------- | --------- | ----------------------- | -------------------- | ---------------- | ------- |
| Cipolletti           | 2 - 1     | Deportivo Roca          | La Visera de Cemento | 29 de septiembre | 21:00   |
| Deportivo Madryn     | 0 - 0     | Independiente (N)       | Abel Sastre          | 30 de septiembre | 16:00   |
| Sansinena            | 0 - 2     | Ferro Carril Oeste (GP) | Luis Molina          | 30 de septiembre | 16:00   |
| Alvarado             | 1 - 1     | Villa Mitre             | José María Minella   | 30 de septiembre | 20:00   |
| Libre: Rivadavia (L) |           |                         |                      |                  |         |

| Fecha 4                 | Fecha 4   | Fecha 4          | Fecha 4                       | Fecha 4      | Fecha 4 |
| Local                   | Resultado | Visitante        | Estadio                       | Fecha        | Hora    |
| ----------------------- | --------- | ---------------- | ----------------------------- | ------------ | ------- |
| Independiente (N)       | 0 - 1     | Cipolletti       | La Nueva Caldera              | 4 de octubre | 16:00   |
| Villa Mitre             | 1 - 0     | Deportivo Madryn | El Fortín                     | 4 de octubre | 20:30   |
| Ferro Carril Oeste (GP) | 0 - 0     | Rivadavia (L)    | El Coloso del Barrio Talleres | 4 de octubre | 21:00   |
| Deportivo Roca          | 0 - 0     | Sansinena        | Luis Maiolino                 | 4 de octubre | 21:30   |
| Libre: Alvarado         |           |                  |                               |              |         |

| Fecha 5                        | Fecha 5   | Fecha 5           | Fecha 5              | Fecha 5      | Fecha 5 |
| Local                          | Resultado | Visitante         | Estadio              | Fecha        | Hora    |
| ------------------------------ | --------- | ----------------- | -------------------- | ------------ | ------- |
| Deportivo Madryn               | 1 - 2     | Alvarado          | Abel Sastre          | 8 de octubre | 16:00   |
| Sansinena                      | 1 - 2     | Independiente (N) | Luis Molina          | 8 de octubre | 16:00   |
| Rivadavia (L)                  | 1 - 0     | Deportivo Roca    | El Coliseo           | 8 de octubre | 16:00   |
| Cipolletti                     | 1 - 2     | Villa Mitre       | La Visera de Cemento | 8 de octubre | 18:00   |
| Libre: Ferro Carril Oeste (GP) |           |                   |                      |              |         |

| Fecha 6                 | Fecha 6   | Fecha 6                 | Fecha 6            | Fecha 6       | Fecha 6 |
| Local                   | Resultado | Visitante               | Estadio            | Fecha         | Hora    |
| ----------------------- | --------- | ----------------------- | ------------------ | ------------- | ------- |
| Independiente (N)       | 0 - 1     | Rivadavia (L)           | La Nueva Caldera   | 14 de octubre | 16:00   |
| Villa Mitre             | 0 - 0     | Sansinena               | El Fortín          | 14 de octubre | 16:00   |
| Deportivo Roca          | 2 - 3     | Ferro Carril Oeste (GP) | Luis Maiolino      | 14 de octubre | 21:00   |
| Alvarado                | 2 - 1     | Cipolletti              | José María Minella | 15 de octubre | 16:00   |
| Libre: Deportivo Madryn |           |                         |                    |               |         |

| Fecha 7                 | Fecha 7   | Fecha 7           | Fecha 7                       | Fecha 7       | Fecha 7 |
| Local                   | Resultado | Visitante         | Estadio                       | Fecha         | Hora    |
| ----------------------- | --------- | ----------------- | ----------------------------- | ------------- | ------- |
| Rivadavia (L)           | 1 - 1     | Villa Mitre       | El Coliseo                    | 19 de octubre | 13:30   |
| Sansinena               | 0 - 2     | Alvarado          | Luis Molina                   | 19 de octubre | 16:00   |
| Ferro Carril Oeste (GP) | 2 - 0     | Independiente (N) | El Coloso del Barrio Talleres | 19 de octubre | 21:00   |
| Cipolletti              | 2 - 1     | Deportivo Madryn  | La Visera de Cemento          | 19 de octubre | 21:00   |
| Libre: Deportivo Roca   |           |                   |                               |               |         |

| Fecha 8           | Fecha 8   | Fecha 8                 | Fecha 8            | Fecha 8       | Fecha 8 |
| Local             | Resultado | Visitante               | Estadio            | Fecha         | Hora    |
| ----------------- | --------- | ----------------------- | ------------------ | ------------- | ------- |
| Deportivo Madryn  | 2 - 1     | Sansinena               | Abel Sastre        | 25 de octubre | 16:00   |
| Independiente (N) | 1 - 2     | Deportivo Roca          | La Nueva Caldera   | 25 de octubre | 17:00   |
| Alvarado          | 2 - 0     | Rivadavia (L)           | José María Minella | 25 de octubre | 20:00   |
| Villa Mitre       | 0 - 0     | Ferro Carril Oeste (GP) | El Fortín          | 25 de octubre | 20:30   |
| Libre: Cipolletti |           |                         |                    |               |         |

| Fecha 9                        | Fecha 9   | Fecha 9          | Fecha 9                       | Fecha 9       | Fecha 9 |
| Local                          | Resultado | Visitante        | Estadio                       | Fecha         | Hora    |
| ------------------------------ | --------- | ---------------- | ----------------------------- | ------------- | ------- |
| Rivadavia (L)                  | 6 - 0     | Deportivo Madryn | El Coliseo                    | 29 de octubre | 16:00   |
| Sansinena                      | 0 - 0     | Cipolletti       | Luis Molina                   | 29 de octubre | 16:00   |
| Deportivo Roca                 | 2 - 2     | Villa Mitre      | Luis Maiolino                 | 29 de octubre | 16:00   |
| Ferro Carril Oeste (GP)        | 0 - 0     | Alvarado         | El Coloso del Barrio Talleres | 29 de octubre | 19:00   |
| Libre: Independiente (Neuquén) |           |                  |                               |               |         |

| Fecha 10                | Fecha 10  | Fecha 10         | Fecha 10                      | Fecha 10       | Fecha 10 |
| Local                   | Resultado | Visitante        | Estadio                       | Fecha          | Hora     |
| ----------------------- | --------- | ---------------- | ----------------------------- | -------------- | -------- |
| Rivadavia (L)           | 0 - 1     | Cipolletti       | El Coliseo                    | 5 de noviembre | 11:00    |
| Independiente (N)       | 0 - 0     | Villa Mitre      | La Nueva Caldera              | 5 de noviembre | 11:00    |
| Deportivo Roca          | 1 - 1     | Alvarado         | Luis Maiolino                 | 5 de noviembre | 15:30    |
| Ferro Carril Oeste (GP) | 4 - 1     | Deportivo Madryn | El Coloso del Barrio Talleres | 5 de noviembre | 15:30    |
| Libre: Sansinena        |           |                  |                               |                |          |

| Fecha 11           | Fecha 11  | Fecha 11                | Fecha 11             | Fecha 11        | Fecha 11 |
| Local              | Resultado | Visitante               | Estadio              | Fecha           | Hora     |
| ------------------ | --------- | ----------------------- | -------------------- | --------------- | -------- |
| Alvarado           | 4 - 0     | Independiente (N)       | José María Minella   | 10 de noviembre | 20:00    |
| Cipolletti         | 1 - 1     | Ferro Carril Oeste (GP) | La Visera de Cemento | 10 de noviembre | 21:00    |
| Sansinena          | 1 - 0     | Rivadavia (L)           | Luis Molina          | 11 de noviembre | 16:00    |
| Deportivo Madryn   | 2 - 1     | Deportivo Roca          | Abel Sastre          | 11 de noviembre | 16:00    |
| Libre: Villa Mitre |           |                         |                      |                 |          |

| Fecha 12                | Fecha 12  | Fecha 12         | Fecha 12                      | Fecha 12        | Fecha 12 |
| Local                   | Resultado | Visitante        | Estadio                       | Fecha           | Hora     |
| ----------------------- | --------- | ---------------- | ----------------------------- | --------------- | -------- |
| Independiente (N)       | 1 - 0     | Deportivo Madryn | La Nueva Caldera              | 15 de noviembre | 17:00    |
| Villa Mitre             | 2 - 1     | Alvarado         | El Fortín                     | 15 de noviembre | 20:30    |
| Ferro Carril Oeste (GP) | 1 - 0     | Sansinena        | El Coloso del Barrio Talleres | 15 de noviembre | 21:00    |
| Deportivo Roca          | 3 - 1     | Cipolletti       | Luis Maiolino                 | 15 de noviembre | 21:30    |
| Libre: Rivadavia (L)    |           |                  |                               |                 |          |

| Fecha 13         | Fecha 13  | Fecha 13                | Fecha 13             | Fecha 13        | Fecha 13 |
| Local            | Resultado | Visitante               | Estadio              | Fecha           | Hora     |
| ---------------- | --------- | ----------------------- | -------------------- | --------------- | -------- |
| Sansinena        | 2 - 0     | Deportivo Roca          | Luis Molina          | 19 de noviembre | 17:00    |
| Cipolletti       | 1 - 1     | Independiente (N)       | La Visera de Cemento | 19 de noviembre | 19:45    |
| Deportivo Madryn | 1 - 0     | Villa Mitre             | Abel Sastre          | 20 de noviembre | 16:00    |
| Rivadavia (L)    | 4 - 0     | Ferro Carril Oeste (GP) | El Coliseo           | 20 de noviembre | 17:00    |
| Libre: Alvarado  |           |                         |                      |                 |          |

| Fecha 14                       | Fecha 14  | Fecha 14         | Fecha 14           | Fecha 14        | Fecha 14 |
| Local                          | Resultado | Visitante        | Estadio            | Fecha           | Hora     |
| ------------------------------ | --------- | ---------------- | ------------------ | --------------- | -------- |
| Independiente (N)              | 0 - 0     | Sansinena        | La Nueva Caldera   | 24 de noviembre | 17:00    |
| Alvarado                       | 1 - 1     | Deportivo Madryn | José María Minella | 24 de noviembre | 20:30    |
| Villa Mitre                    | 1 - 1     | Cipolletti       | El Fortín          | 24 de noviembre | 21:00    |
| Deportivo Roca                 | 2 - 1     | Rivadavia (L)    | Luis Maiolino      | 24 de noviembre | 21:30    |
| Libre: Ferro Carril Oeste (GP) |           |                  |                    |                 |          |

| Fecha 15                | Fecha 15  | Fecha 15          | Fecha 15                      | Fecha 15        | Fecha 15 |
| Local                   | Resultado | Visitante         | Estadio                       | Fecha           | Hora     |
| ----------------------- | --------- | ----------------- | ----------------------------- | --------------- | -------- |
| Sansinena               | 1 - 1     | Villa Mitre       | Luis Molina                   | 28 de noviembre | 17:00    |
| Rivadavia (L)           | 1 - 2     | Independiente (N) | El Coliseo                    | 28 de noviembre | 17:00    |
| Ferro Carril Oeste (GP) | 1 - 2     | Deportivo Roca    | El Coloso del Barrio Talleres | 28 de noviembre | 21:00    |
| Cipolletti              | 1 - 0     | Alvarado          | La Visera de Cemento          | 28 de noviembre | 21:00    |
| Libre: Deportivo Madryn |           |                   |                               |                 |          |

| Fecha 16              | Fecha 16  | Fecha 16                | Fecha 16           | Fecha 16       | Fecha 16 |
| Local                 | Resultado | Visitante               | Estadio            | Fecha          | Hora     |
| --------------------- | --------- | ----------------------- | ------------------ | -------------- | -------- |
| Villa Mitre           | 2 - 0     | Rivadavia (L)           | El Fortín          | 1 de diciembre | 20:30    |
| Deportivo Madryn      | 1 - 0     | Cipolletti              | Abel Sastre        | 2 de diciembre | 17:00    |
| Independiente (N)     | 4 - 2     | Ferro Carril Oeste (GP) | La Nueva Caldera   | 2 de diciembre | 18:00    |
| Alvarado              | 1 - 1     | Sansinena               | José María Minella | 2 de diciembre | 20:30    |
| Libre: Deportivo Roca |           |                         |                    |                |          |

| Fecha 17                | Fecha 17  | Fecha 17          | Fecha 17                      | Fecha 17       | Fecha 17 |
| Local                   | Resultado | Visitante         | Estadio                       | Fecha          | Hora     |
| ----------------------- | --------- | ----------------- | ----------------------------- | -------------- | -------- |
| Sansinena               | 3 - 0     | Deportivo Madryn  | Luis Molina                   | 6 de diciembre | 17:00    |
| Rivadavia (L)           | 0 - 1     | Alvarado          | El Coliseo                    | 6 de diciembre | 17:00    |
| Ferro Carril Oeste (GP) | 0 - 1     | Villa Mitre       | El Coloso del Barrio Talleres | 6 de diciembre | 21:00    |
| Deportivo Roca          | 4 - 0     | Independiente (N) | Luis Maiolino                 | 6 de diciembre | 21:30    |
| Libre: Cipolletti       |           |                   |                               |                |          |

| Fecha 18                       | Fecha 18  | Fecha 18                | Fecha 18             | Fecha 18        | Fecha 18 |
| Local                          | Resultado | Visitante               | Estadio              | Fecha           | Hora     |
| ------------------------------ | --------- | ----------------------- | -------------------- | --------------- | -------- |
| Deportivo Madryn               | 1 - 1     | Rivadavia (L)           | Abel Sastre          | 10 de diciembre | 17:00    |
| Alvarado                       | 1 - 0     | Ferro Carril Oeste (GP) | José María Minella   | 10 de diciembre | 20:00    |
| Villa Mitre                    | 1 - 2     | Deportivo Roca          | El Fortín            | 10 de diciembre | 20:00    |
| Cipolletti                     | 3 - 0     | Sansinena               | La Visera de Cemento | 10 de diciembre | 20:00    |
| Libre: Independiente (Neuquén) |           |                         |                      |                 |          |

| 1. 2. |

### Zona 2

#### Tabla de posiciones final
| Pos. | Equipo                       | Pts. | PJ | PG | PE | PP | GF | GC | Dif. |
| ---- | ---------------------------- | ---- | -- | -- | -- | -- | -- | -- | ---- |
| 01.º | Gimnasia y Esgrima (Mendoza) | 40   | 18 | 11 | 7  | 0  | 28 | 9  | 19   |
| 02.º | Estudiantes (Río Cuarto)     | 33   | 18 | 10 | 3  | 5  | 27 | 13 | 14   |
| 03.º | Desamparados                 | 28   | 18 | 8  | 4  | 6  | 19 | 11 | 8    |
| 04.º | Juventud Unida Universitario | 26   | 18 | 6  | 8  | 4  | 17 | 16 | 1    |
| 05.º | Deportivo Maipú              | 26   | 18 | 7  | 5  | 6  | 23 | 22 | 1    |
| 06.º | Huracán Las Heras            | 22   | 18 | 4  | 10 | 4  | 14 | 18 | −4   |
| 07.º | San Lorenzo de Alem          | 20   | 18 | 5  | 5  | 8  | 12 | 18 | −6   |
| 08.º | Unión (Villa Krause)         | 17   | 18 | 4  | 5  | 9  | 15 | 25 | −10  |
| 09.º | Gutiérrez SC                 | 13   | 18 | 2  | 7  | 9  | 14 | 24 | −10  |
| 10.º | Unión Aconquija              | 13   | 18 | 1  | 10 | 7  | 7  | 20 | −13  |

|  | Clasificados a la Segunda fase y a la Copa Argentina 2017-18                 |
|  | Clasificados a la Primera etapa de la reválida y a la Copa Argentina 2017-18 |
|  | Clasificados a la Primera etapa de la reválida                               |

#### Resultados
| Fecha 1             | Fecha 1   | Fecha 1                | Fecha 1                              | Fecha 1          | Fecha 1 |
| Local               | Resultado | Visitante              | Estadio                              | Fecha            | Hora    |
| ------------------- | --------- | ---------------------- | ------------------------------------ | ---------------- | ------- |
| Deportivo Maipú     | 0 - 0     | Huracán Las Heras      | Malvinas Argentinas                  | 16 de septiembre | 16:45   |
| Estudiantes (RC)    | 0 - 2     | Desamparados           | Ciudad de Río Cuarto Antonio Candini | 17 de septiembre | 16:00   |
| San Lorenzo de Alem | 1 - 1     | Gimnasia y Esgrima (M) | Malvinas Argentinas                  | 17 de septiembre | 16:30   |
| Juventud U. U.      | 0 - 0     | Unión Aconquija        | Mario Sebastián Diez                 | 27 de septiembre | 15:30   |
| Unión (VK)          | 1 - 0     | Gutiérrez SC           | San Juan del Bicentenario            | 27 de septiembre | 21:45   |

| Fecha 2                | Fecha 2   | Fecha 2             | Fecha 2                    | Fecha 2          | Fecha 2 |
| Local                  | Resultado | Visitante           | Estadio                    | Fecha            | Hora    |
| ---------------------- | --------- | ------------------- | -------------------------- | ---------------- | ------- |
| Desamparados           | 1 - 0     | Unión Aconquija     | San Juan del Bicentenario  | 24 de septiembre | 16:00   |
| Gutiérrez SC           | 0 - 1     | San Lorenzo de Alem | General Gutiérrez          | 24 de septiembre | 16:00   |
| Gimnasia y Esgrima (M) | 2 - 0     | Deportivo Maipú     | Víctor Antonio Legrotaglie | 24 de septiembre | 16:30   |
| Huracán Las Heras      | 0 - 1     | Estudiantes (RC)    | General San Martín         | 24 de septiembre | 16:30   |
| Unión (VK)             | 1 - 2     | Juventud U. U.      | 12 de Octubre              | 24 de septiembre | 16:30   |

| Fecha 3             | Fecha 3   | Fecha 3                | Fecha 3                              | Fecha 3          | Fecha 3 |
| Local               | Resultado | Visitante              | Estadio                              | Fecha            | Hora    |
| ------------------- | --------- | ---------------------- | ------------------------------------ | ---------------- | ------- |
| Estudiantes (RC)    | 1 - 1     | Gimnasia y Esgrima (M) | Ciudad de Río Cuarto Antonio Candini | 29 de septiembre | 21:30   |
| Unión Aconquija     | 0 - 0     | Huracán Las Heras      | Municipal de Aconquija               | 30 de septiembre | 16:00   |
| San Lorenzo de Alem | 0 - 0     | Unión (VK)             | Malvinas Argentinas                  | 30 de septiembre | 17:00   |
| Deportivo Maipú     | 1 - 1     | Gutiérrez SC           | Omar Higinio Sperdutti               | 1 de octubre     | 15:00   |
| Juventud U. U.      | 2 - 0     | Desamparados           | Mario Sebastián Diez                 | 1 de octubre     | 16:30   |

| Fecha 4                | Fecha 4   | Fecha 4          | Fecha 4                    | Fecha 4       | Fecha 4 |
| Local                  | Resultado | Visitante        | Estadio                    | Fecha         | Hora    |
| ---------------------- | --------- | ---------------- | -------------------------- | ------------- | ------- |
| Huracán Las Heras      | 0 - 0     | Desamparados     | General San Martín         | 4 de octubre  | 16:00   |
| Gutiérrez SC           | 2 - 2     | Estudiantes (RC) | General Gutiérrez          | 4 de octubre  | 16:30   |
| San Lorenzo de Alem    | 0 - 1     | Juventud U. U.   | Malvinas Argentinas        | 4 de octubre  | 21:00   |
| Unión (VK)             | 3 - 2     | Deportivo Maipú  | San Juan del Bicentenario  | 4 de octubre  | 21:45   |
| Gimnasia y Esgrima (M) | 5 - 0     | Unión Aconquija  | Víctor Antonio Legrotaglie | 12 de octubre | 14:00   |

| Fecha 5          | Fecha 5   | Fecha 5                | Fecha 5                              | Fecha 5      | Fecha 5 |
| Local            | Resultado | Visitante              | Estadio                              | Fecha        | Hora    |
| ---------------- | --------- | ---------------------- | ------------------------------------ | ------------ | ------- |
| Unión Aconquija  | 0 - 0     | Gutiérrez SC           | Peñarol de Belén                     | 8 de octubre | 16:00   |
| Juventud U. U.   | 2 - 2     | Huracán Las Heras      | Mario Sebastián Diez                 | 8 de octubre | 16:30   |
| Deportivo Maipú  | 1 - 0     | San Lorenzo de Alem    | Omar Higinio Sperdutti               | 8 de octubre | 16:30   |
| Estudiantes (RC) | 0 - 0     | Unión (VK)             | Ciudad de Río Cuarto Antonio Candini | 8 de octubre | 17:00   |
| Desamparados     | 0 - 0     | Gimnasia y Esgrima (M) | El Serpentario                       | 8 de octubre | 20:45   |

| Fecha 6                | Fecha 6   | Fecha 6           | Fecha 6                    | Fecha 6       | Fecha 6 |
| Local                  | Resultado | Visitante         | Estadio                    | Fecha         | Hora    |
| ---------------------- | --------- | ----------------- | -------------------------- | ------------- | ------- |
| Deportivo Maipú        | 1 - 1     | Juventud U. U.    | Omar Higinio Sperdutti     | 13 de octubre | 21:30   |
| Gutiérrez SC           | 1 - 2     | Desamparados      | General Gutiérrez          | 14 de octubre | 16:30   |
| Unión (VK)             | 0 - 0     | Unión Aconquija   | 12 de Octubre              | 14 de octubre | 16:30   |
| San Lorenzo de Alem    | 2 - 1     | Estudiantes (RC)  | Malvinas Argentinas        | 14 de octubre | 20:30   |
| Gimnasia y Esgrima (M) | 2 - 0     | Huracán Las Heras | Víctor Antonio Legrotaglie | 16 de octubre | 16:30   |

| Fecha 7           | Fecha 7   | Fecha 7                | Fecha 7                              | Fecha 7       | Fecha 7 |
| Local             | Resultado | Visitante              | Estadio                              | Fecha         | Hora    |
| ----------------- | --------- | ---------------------- | ------------------------------------ | ------------- | ------- |
| Unión Aconquija   | 1 - 0     | San Lorenzo de Alem    | Peñarol de Belén                     | 19 de octubre | 16:00   |
| Desamparados      | 3 - 0     | Unión (VK)             | El Serpentario                       | 19 de octubre | 21:30   |
| Estudiantes (RC)  | 2 - 0     | Deportivo Maipú        | Ciudad de Río Cuarto Antonio Candini | 19 de octubre | 21:30   |
| Huracán Las Heras | 1 - 1     | Gutiérrez SC           | General San Martín                   | 20 de octubre | 14:30   |
| Juventud U. U.    | 1 - 1     | Gimnasia y Esgrima (M) | Mario Sebastián Diez                 | 20 de octubre | 21:30   |

| Fecha 8             | Fecha 8   | Fecha 8                | Fecha 8                              | Fecha 8       | Fecha 8 |
| Local               | Resultado | Visitante              | Estadio                              | Fecha         | Hora    |
| ------------------- | --------- | ---------------------- | ------------------------------------ | ------------- | ------- |
| Deportivo Maipú     | 3 - 1     | Unión Aconquija        | Omar Higinio Sperdutti               | 25 de octubre | 14:30   |
| Unión (VK)          | 1 - 1     | Huracán Las Heras      | 12 de Octubre                        | 25 de octubre | 16:30   |
| Gutiérrez SC        | 0 - 1     | Gimnasia y Esgrima (M) | General Gutiérrez                    | 25 de octubre | 17:30   |
| San Lorenzo de Alem | 1 - 0     | Desamparados           | Malvinas Argentinas                  | 25 de octubre | 21:00   |
| Estudiantes (RC)    | 1 - 0     | Juventud U. U.         | Ciudad de Río Cuarto Antonio Candini | 25 de octubre | 21:30   |

| Fecha 9                | Fecha 9   | Fecha 9             | Fecha 9                    | Fecha 9       | Fecha 9 |
| Local                  | Resultado | Visitante           | Estadio                    | Fecha         | Hora    |
| ---------------------- | --------- | ------------------- | -------------------------- | ------------- | ------- |
| Unión Aconquija        | 0 - 2     | Estudiantes (RC)    | Peñarol de Belén           | 29 de octubre | 16:00   |
| Juventud U. U.         | 2 - 2     | Gutiérrez SC        | Mario Sebastián Diez       | 29 de octubre | 16:30   |
| Huracán Las Heras      | 1 - 1     | San Lorenzo de Alem | General San Martín         | 29 de octubre | 16:30   |
| Gimnasia y Esgrima (M) | 3 - 1     | Unión (VK)          | Víctor Antonio Legrotaglie | 29 de octubre | 19:00   |
| Desamparados           | 1 - 2     | Deportivo Maipú     | El Serpentario             | 29 de octubre | 20:00   |

| Fecha 10               | Fecha 10  | Fecha 10            | Fecha 10                   | Fecha 10       | Fecha 10 |
| Local                  | Resultado | Visitante           | Estadio                    | Fecha          | Hora     |
| ---------------------- | --------- | ------------------- | -------------------------- | -------------- | -------- |
| Desamparados           | 1 - 0     | Estudiantes (RC)    | El Serpentario             | 3 de noviembre | 21:30    |
| Unión Aconquija        | 0 - 2     | Juventud U. U.      | Peñarol de Belén           | 4 de noviembre | 16:30    |
| Huracán Las Heras      | 3 - 1     | Deportivo Maipú     | General San Martín         | 4 de noviembre | 16:30    |
| Gutiérrez SC           | 2 - 1     | Unión (VK)          | General Gutiérrez          | 4 de noviembre | 16:30    |
| Gimnasia y Esgrima (M) | 1 - 0     | San Lorenzo de Alem | Víctor Antonio Legrotaglie | 4 de noviembre | 20:00    |

| Fecha 11            | Fecha 11  | Fecha 11               | Fecha 11                             | Fecha 11       | Fecha 11 |
| Local               | Resultado | Visitante              | Estadio                              | Fecha          | Hora     |
| ------------------- | --------- | ---------------------- | ------------------------------------ | -------------- | -------- |
| Juventud U. U.      | 2 - 1     | Unión (VK)             | Mario Sebastián Diez                 | 8 de noviembre | 15:30    |
| Unión Aconquija     | 0 - 0     | Desamparados           | Peñarol de Belén                     | 8 de noviembre | 16:30    |
| San Lorenzo de Alem | 2 - 0     | Gutiérrez SC           | Malvinas Argentinas                  | 8 de noviembre | 21:00    |
| Deportivo Maipú     | 1 - 2     | Gimnasia y Esgrima (M) | Omar Higinio Sperdutti               | 8 de noviembre | 21:30    |
| Estudiantes (RC)    | 4 - 0     | Huracán Las Heras      | Ciudad de Río Cuarto Antonio Candini | 8 de noviembre | 21:30    |

| Fecha 12               | Fecha 12  | Fecha 12            | Fecha 12                   | Fecha 12        | Fecha 12 |
| Local                  | Resultado | Visitante           | Estadio                    | Fecha           | Hora     |
| ---------------------- | --------- | ------------------- | -------------------------- | --------------- | -------- |
| Unión (VK)             | 1 - 0     | San Lorenzo de Alem | 12 de Octubre              | 12 de noviembre | 16:30    |
| Desamparados           | 3 - 0     | Juventud U. U.      | El Serpentario             | 12 de noviembre | 20:00    |
| Huracán Las Heras      | 0 - 0     | Unión Aconquija     | General San Martín         | 13 de noviembre | 16:30    |
| Gutiérrez SC           | 2 - 3     | Deportivo Maipú     | General Gutiérrez          | 13 de noviembre | 17:00    |
| Gimnasia y Esgrima (M) | 1 - 0     | Estudiantes (RC)    | Víctor Antonio Legrotaglie | 13 de noviembre | 21:30    |

| Fecha 13         | Fecha 13  | Fecha 13               | Fecha 13                             | Fecha 13        | Fecha 13 |
| Local            | Resultado | Visitante              | Estadio                              | Fecha           | Hora     |
| ---------------- | --------- | ---------------------- | ------------------------------------ | --------------- | -------- |
| Estudiantes (RC) | 4 - 1     | Gutiérrez SC           | Ciudad de Río Cuarto Antonio Candini | 17 de noviembre | 21:30    |
| Juventud U. U.   | 0 - 0     | San Lorenzo de Alem    | Mario Sebastián Diez                 | 18 de noviembre | 20:00    |
| Unión Aconquija  | 0 - 0     | Gimnasia y Esgrima (M) | Peñarol de Belén                     | 19 de noviembre | 17:30    |
| Deportivo Maipú  | 3 - 0     | Unión (VK)             | Omar Higinio Sperdutti               | 19 de noviembre | 18:00    |
| Desamparados     | 2 - 0     | Huracán Las Heras      | El Serpentario                       | 20 de noviembre | 20:45    |

| Fecha 14               | Fecha 14  | Fecha 14         | Fecha 14                   | Fecha 14        | Fecha 14 |
| Local                  | Resultado | Visitante        | Estadio                    | Fecha           | Hora     |
| ---------------------- | --------- | ---------------- | -------------------------- | --------------- | -------- |
| Huracán Las Heras      | 1 - 1     | Juventud U. U.   | General San Martín         | 24 de noviembre | 17:00    |
| San Lorenzo de Alem    | 1 - 0     | Deportivo Maipú  | Malvinas Argentinas        | 24 de noviembre | 21:00    |
| Unión (VK)             | 0 - 1     | Estudiantes (RC) | 12 de Octubre              | 24 de noviembre | 21:55    |
| Gutiérrez SC           | 1 - 1     | Unión Aconquija  | General Gutiérrez          | 25 de noviembre | 09:30    |
| Gimnasia y Esgrima (M) | 1 - 0     | Desamparados     | Víctor Antonio Legrotaglie | 25 de noviembre | 20:00    |

| Fecha 15          | Fecha 15  | Fecha 15               | Fecha 15                             | Fecha 15        | Fecha 15 |
| Local             | Resultado | Visitante              | Estadio                              | Fecha           | Hora     |
| ----------------- | --------- | ---------------------- | ------------------------------------ | --------------- | -------- |
| Huracán Las Heras | 2 - 2     | Gimnasia y Esgrima (M) | General San Martín                   | 28 de noviembre | 17:30    |
| Estudiantes (RC)  | 5 - 1     | San Lorenzo de Alem    | Ciudad de Río Cuarto Antonio Candini | 28 de noviembre | 21:30    |
| Juventud U. U.    | 0 - 0     | Deportivo Maipú        | Mario Sebastián Diez                 | 28 de noviembre | 21:30    |
| Unión Aconquija   | 1 - 2     | Unión (VK)             | Peñarol de Belén                     | 29 de noviembre | 18:00    |
| Desamparados      | 0 - 1     | Gutiérrez SC           | El Serpentario                       | 29 de noviembre | 21:45    |

| Fecha 16               | Fecha 16  | Fecha 16          | Fecha 16                   | Fecha 16       | Fecha 16 |
| Local                  | Resultado | Visitante         | Estadio                    | Fecha          | Hora     |
| ---------------------- | --------- | ----------------- | -------------------------- | -------------- | -------- |
| San Lorenzo de Alem    | 2 - 2     | Unión Aconquija   | Malvinas Argentinas        | 2 de diciembre | 20:00    |
| Gutiérrez SC           | 0 - 1     | Huracán Las Heras | General Gutiérrez          | 3 de diciembre | 17:00    |
| Gimnasia y Esgrima (M) | 2 - 0     | Juventud U. U.    | Víctor Antonio Legrotaglie | 3 de diciembre | 17:00    |
| Unión (VK)             | 1 - 1     | Desamparados      | 12 de Octubre              | 3 de diciembre | 17:40    |
| Deportivo Maipú        | 2 - 1     | Estudiantes (RC)  | Omar Higinio Sperdutti     | 3 de diciembre | 20:00    |

| Fecha 17               | Fecha 17  | Fecha 17            | Fecha 17                   | Fecha 17       | Fecha 17 |
| Local                  | Resultado | Visitante           | Estadio                    | Fecha          | Hora     |
| ---------------------- | --------- | ------------------- | -------------------------- | -------------- | -------- |
| Huracán Las Heras      | 1 - 0     | Unión (VK)          | General San Martín         | 6 de diciembre | 17:30    |
| Unión Aconquija        | 1 - 1     | Deportivo Maipú     | Peñarol de Belén           | 6 de diciembre | 18:00    |
| Gimnasia y Esgrima (M) | 0 - 0     | Gutiérrez SC        | Víctor Antonio Legrotaglie | 6 de diciembre | 21:30    |
| Juventud U. U.         | 0 - 1     | Estudiantes (RC)    | Mario Sebastián Diez       | 6 de diciembre | 21:30    |
| Desamparados           | 2 - 0     | San Lorenzo de Alem | El Serpentario             | 6 de diciembre | 21:45    |

| Fecha 18            | Fecha 18  | Fecha 18               | Fecha 18                             | Fecha 18        | Fecha 18 |
| Local               | Resultado | Visitante              | Estadio                              | Fecha           | Hora     |
| ------------------- | --------- | ---------------------- | ------------------------------------ | --------------- | -------- |
| Unión (VK)          | 2 - 3     | Gimnasia y Esgrima (M) | 12 de Octubre                        | 10 de diciembre | 17:00    |
| Estudiantes (RC)    | 1 - 0     | Unión Aconquija        | Ciudad de Río Cuarto Antonio Candini | 10 de diciembre | 17:00    |
| Gutiérrez SC        | 0 - 1     | Juventud U. U.         | General Gutiérrez                    | 10 de diciembre | 17:00    |
| San Lorenzo de Alem | 0 - 1     | Huracán Las Heras      | Malvinas Argentinas                  | 10 de diciembre | 18:00    |
| Deportivo Maipú     | 2 - 1     | Desamparados           | Omar Higinio Sperdutti               | 10 de diciembre | 20:00    |

### Zona 3

#### Tabla de posiciones final
| Pos. | Equipo                                 | Pts. | PJ | PG | PE | PP | GF | GC | Dif. |
| ---- | -------------------------------------- | ---- | -- | -- | -- | -- | -- | -- | ---- |
| 01.º | Central Córdoba (Santiago del Estero)  | 33   | 18 | 9  | 6  | 3  | 35 | 19 | 16   |
| 02.º | Sportivo Belgrano                      | 27   | 18 | 7  | 6  | 5  | 27 | 23 | 4    |
| 03.º | Defensores de Belgrano (Villa Ramallo) | 26   | 18 | 6  | 8  | 4  | 23 | 16 | 7    |
| 04.º | Unión (Sunchales)                      | 26   | 18 | 6  | 8  | 4  | 20 | 19 | 1    |
| 05.º | Douglas Haig                           | 26   | 18 | 7  | 5  | 6  | 26 | 28 | −2   |
| 06.º | Gimnasia y Esgrima (CdU)               | 25   | 18 | 7  | 4  | 7  | 29 | 24 | 5    |
| 07.º | Sportivo Las Parejas                   | 23   | 18 | 5  | 8  | 5  | 17 | 19 | −2   |
| 08.º | Defensores de Pronunciamiento          | 22   | 18 | 4  | 10 | 4  | 20 | 25 | −5   |
| 09.º | Atlético Paraná                        | 16   | 18 | 3  | 7  | 8  | 13 | 20 | −7   |
| 10.º | Libertad (Sunchales)                   | 14   | 18 | 4  | 2  | 12 | 19 | 36 | −17  |

|  | Clasificados a la Segunda fase y a la Copa Argentina 2017-18                 |
|  | Clasificados a la Primera etapa de la reválida y a la Copa Argentina 2017-18 |
|  | Clasificados a la Primera etapa de la reválida                               |

#### Resultados
| Fecha 1                       | Fecha 1   | Fecha 1                  | Fecha 1           | Fecha 1          | Fecha 1 |
| Local                         | Resultado | Visitante                | Estadio           | Fecha            | Hora    |
| ----------------------------- | --------- | ------------------------ | ----------------- | ---------------- | ------- |
| Defensores de Pronunciamiento | 0 - 0     | Sportivo Las Parejas     | Delio Cardozo     | 17 de septiembre | 14:30   |
| Sportivo Belgrano             | 2 - 1     | Gimnasia y Esgrima (CdU) | Oscar C. Boero    | 17 de septiembre | 15:30   |
| Defensores de Belgrano (VR)   | 2 - 0     | Atlético Paraná          | Salomón Boeseldín | 17 de septiembre | 16:00   |
| Libertad (S)                  | 1 - 0     | Unión (S)                | Dr. Plácido Tita  | 17 de septiembre | 16:00   |
| Central Córdoba (SdE)         | 2 - 1     | Douglas Haig             | Alfredo Terrera   | 17 de septiembre | 16:00   |

| Fecha 2                       | Fecha 2   | Fecha 2                     | Fecha 2         | Fecha 2          | Fecha 2 |
| Local                         | Resultado | Visitante                   | Estadio         | Fecha            | Hora    |
| ----------------------------- | --------- | --------------------------- | --------------- | ---------------- | ------- |
| Sportivo Las Parejas          | 1 - 3     | Central Córdoba (SdE)       | 4 de Septiembre | 23 de septiembre | 19:00   |
| Atlético Paraná               | 0 - 0     | Gimnasia y Esgrima (CdU)    | Pedro Mutio     | 23 de septiembre | 20:30   |
| Defensores de Pronunciamiento | 5 - 2     | Sportivo Belgrano           | Delio Cardozo   | 24 de septiembre | 15:00   |
| Douglas Haig                  | 2 - 1     | Libertad (S)                | Miguel Morales  | 24 de septiembre | 15:30   |
| Unión (S)                     | 0 - 2     | Defensores de Belgrano (VR) | De la Avenida   | 24 de septiembre | 16:00   |

| Fecha 3                     | Fecha 3   | Fecha 3                       | Fecha 3              | Fecha 3          | Fecha 3 |
| Local                       | Resultado | Visitante                     | Estadio              | Fecha            | Hora    |
| --------------------------- | --------- | ----------------------------- | -------------------- | ---------------- | ------- |
| Libertad (S)                | 1 - 3     | Sportivo Las Parejas          | Dr. Plácido Tita     | 29 de septiembre | 19:00   |
| Sportivo Belgrano           | 3 - 2     | Atlético Paraná               | Oscar C. Boero       | 29 de septiembre | 21:00   |
| Gimnasia y Esgrima (CdU)    | 1 - 1     | Unión (S)                     | Manuel y Ramón Núñez | 29 de septiembre | 21:00   |
| Central Córdoba (SdE)       | 1 - 1     | Defensores de Pronunciamiento | Alfredo Terrera      | 29 de septiembre | 22:00   |
| Defensores de Belgrano (VR) | 5 - 0     | Douglas Haig                  | Salomón Boeseldín    | 30 de septiembre | 17:00   |

| Fecha 4                       | Fecha 4   | Fecha 4                     | Fecha 4         | Fecha 4      | Fecha 4 |
| Local                         | Resultado | Visitante                   | Estadio         | Fecha        | Hora    |
| ----------------------------- | --------- | --------------------------- | --------------- | ------------ | ------- |
| Unión (S)                     | 0 - 0     | Atlético Paraná             | De la Avenida   | 3 de octubre | 21:00   |
| Defensores de Pronunciamiento | 0 - 0     | Libertad (S)                | Delio Cardozo   | 4 de octubre | 15:00   |
| Sportivo Las Parejas          | 0 - 0     | Defensores de Belgrano (VR) | 4 de Septiembre | 4 de octubre | 20:30   |
| Douglas Haig                  | 1 - 0     | Gimnasia y Esgrima (CdU)    | Miguel Morales  | 4 de octubre | 20:30   |
| Central Córdoba (SdE)         | 0 - 1     | Sportivo Belgrano           | Alfredo Terrera | 4 de octubre | 22:00   |

| Fecha 5                     | Fecha 5   | Fecha 5                       | Fecha 5              | Fecha 5      | Fecha 5 |
| Local                       | Resultado | Visitante                     | Estadio              | Fecha        | Hora    |
| --------------------------- | --------- | ----------------------------- | -------------------- | ------------ | ------- |
| Gimnasia y Esgrima (CdU)    | 2 - 0     | Sportivo Las Parejas          | Manuel y Ramón Núñez | 8 de octubre | 16:00   |
| Defensores de Belgrano (VR) | 1 - 1     | Defensores de Pronunciamiento | Salomón Boeseldín    | 8 de octubre | 17:00   |
| Sportivo Belgrano           | 0 - 0     | Unión (S)                     | Oscar C. Boero       | 8 de octubre | 17:00   |
| Libertad (S)                | 2 - 6     | Central Córdoba (SdE)         | Dr. Plácido Tita     | 8 de octubre | 18:00   |
| Atlético Paraná             | 1 - 2     | Douglas Haig                  | Pedro Mutio          | 8 de octubre | 18:00   |

| Fecha 6                       | Fecha 6   | Fecha 6                     | Fecha 6          | Fecha 6       | Fecha 6 |
| Local                         | Resultado | Visitante                   | Estadio          | Fecha         | Hora    |
| ----------------------------- | --------- | --------------------------- | ---------------- | ------------- | ------- |
| Defensores de Pronunciamiento | 2 - 1     | Gimnasia y Esgrima (CdU)    | Delio Cardozo    | 14 de octubre | 15:30   |
| Libertad (S)                  | 1 - 1     | Sportivo Belgrano           | Dr. Plácido Tita | 14 de octubre | 16:30   |
| Sportivo Las Parejas          | 2 - 0     | Atlético Paraná             | 4 de Septiembre  | 14 de octubre | 19:00   |
| Douglas Haig                  | 3 - 1     | Unión (S)                   | Miguel Morales   | 14 de octubre | 20:30   |
| Central Córdoba (SdE)         | 4 - 1     | Defensores de Belgrano (VR) | Alfredo Terrera  | 14 de octubre | 21:00   |

| Fecha 7                     | Fecha 7   | Fecha 7                       | Fecha 7              | Fecha 7       | Fecha 7 |
| Local                       | Resultado | Visitante                     | Estadio              | Fecha         | Hora    |
| --------------------------- | --------- | ----------------------------- | -------------------- | ------------- | ------- |
| Atlético Paraná             | 1 - 1     | Defensores de Pronunciamiento | Pedro Mutio          | 19 de octubre | 18:00   |
| Defensores de Belgrano (VR) | 1 - 0     | Libertad (S)                  | Salomón Boeseldín    | 19 de octubre | 20:30   |
| Sportivo Belgrano           | 1 - 1     | Douglas Haig                  | Oscar C. Boero       | 19 de octubre | 21:00   |
| Unión (S)                   | 0 - 0     | Sportivo Las Parejas          | De la Avenida        | 19 de octubre | 21:00   |
| Gimnasia y Esgrima (CdU)    | 3 - 0     | Central Córdoba (SdE)         | Manuel y Ramón Núñez | 19 de octubre | 21:00   |

| Fecha 8                       | Fecha 8   | Fecha 8                  | Fecha 8           | Fecha 8       | Fecha 8 |
| Local                         | Resultado | Visitante                | Estadio           | Fecha         | Hora    |
| ----------------------------- | --------- | ------------------------ | ----------------- | ------------- | ------- |
| Defensores de Pronunciamiento | 2 - 2     | Unión (S)                | Delio Cardozo     | 25 de octubre | 15:30   |
| Libertad (S)                  | 2 - 1     | Gimnasia y Esgrima (CdU) | Dr. Plácido Tita  | 25 de octubre | 16:30   |
| Defensores de Belgrano (VR)   | 0 - 2     | Sportivo Belgrano        | Salomón Boeseldín | 25 de octubre | 20:30   |
| Central Córdoba (SdE)         | 1 - 0     | Atlético Paraná          | Alfredo Terrera   | 25 de octubre | 22:00   |
| Sportivo Las Parejas          | 0 - 0     | Douglas Haig             | 4 de Septiembre   | 26 de octubre | 16:30   |

| Fecha 9                  | Fecha 9   | Fecha 9                       | Fecha 9              | Fecha 9         | Fecha 9 |
| Local                    | Resultado | Visitante                     | Estadio              | Fecha           | Hora    |
| ------------------------ | --------- | ----------------------------- | -------------------- | --------------- | ------- |
| Unión (S)                | 1 - 1     | Central Córdoba (SdE)         | De la Avenida        | 29 de octubre   | 17:00   |
| Atlético Paraná          | 1 - 0     | Libertad (S)                  | Pedro Mutio          | 29 de octubre   | 18:00   |
| Gimnasia y Esgrima (CdU) | 2 - 2     | Defensores de Belgrano (VR)   | Manuel y Ramón Núñez | 29 de octubre   | 20:00   |
| Sportivo Belgrano        | 4 - 0     | Sportivo Las Parejas          | Oscar C. Boero       | 29 de octubre   | 20:00   |
| Douglas Haig             | 1 - 1     | Defensores de Pronunciamiento | Miguel Morales       | 22 de noviembre | 21:00   |

| Fecha 10                 | Fecha 10  | Fecha 10                      | Fecha 10             | Fecha 10       | Fecha 10 |
| Local                    | Resultado | Visitante                     | Estadio              | Fecha          | Hora     |
| ------------------------ | --------- | ----------------------------- | -------------------- | -------------- | -------- |
| Sportivo Las Parejas     | 1 - 1     | Defensores de Pronunciamiento | 4 de Septiembre      | 3 de noviembre | 20:00    |
| Douglas Haig             | 1 - 2     | Central Córdoba (SdE)         | Miguel Morales       | 4 de noviembre | 14:00    |
| Unión (S)                | 3 - 0     | Libertad (S)                  | De la Avenida        | 4 de noviembre | 17:00    |
| Atlético Paraná          | 0 - 0     | Defensores de Belgrano (VR)   | Pedro Mutio          | 4 de noviembre | 18:00    |
| Gimnasia y Esgrima (CdU) | 3 - 1     | Sportivo Belgrano             | Manuel y Ramón Núñez | 4 de noviembre | 21:00    |

| Fecha 11                    | Fecha 11  | Fecha 11                      | Fecha 11             | Fecha 11       | Fecha 11 |
| Local                       | Resultado | Visitante                     | Estadio              | Fecha          | Hora     |
| --------------------------- | --------- | ----------------------------- | -------------------- | -------------- | -------- |
| Libertad (S)                | 1 - 2     | Douglas Haig                  | Dr. Plácido Tita     | 8 de noviembre | 17:30    |
| Defensores de Belgrano (VR) | 3 - 0     | Unión (S)                     | Salomón Boeseldín    | 8 de noviembre | 20:30    |
| Sportivo Belgrano           | 3 - 0     | Defensores de Pronunciamiento | Oscar C. Boero       | 8 de noviembre | 21:00    |
| Gimnasia y Esgrima (CdU)    | 2 - 1     | Atlético Paraná               | Manuel y Ramón Núñez | 8 de noviembre | 21:00    |
| Central Córdoba (SdE)       | 1 - 0     | Sportivo Las Parejas          | Alfredo Terrera      | 8 de noviembre | 22:00    |

| Fecha 12                      | Fecha 12  | Fecha 12                    | Fecha 12        | Fecha 12        | Fecha 12 |
| Local                         | Resultado | Visitante                   | Estadio         | Fecha           | Hora     |
| ----------------------------- | --------- | --------------------------- | --------------- | --------------- | -------- |
| Unión (S)                     | 1 - 0     | Gimnasia y Esgrima (CdU)    | De la Avenida   | 12 de noviembre | 17:00    |
| Defensores de Pronunciamiento | 2 - 2     | Central Córdoba (SdE)       | Delio Cardozo   | 12 de noviembre | 17:30    |
| Atlético Paraná               | 2 - 2     | Sportivo Belgrano           | Pedro Mutio     | 12 de noviembre | 18:00    |
| Douglas Haig                  | 0 - 2     | Defensores de Belgrano (VR) | Miguel Morales  | 12 de noviembre | 20:00    |
| Sportivo Las Parejas          | 2 - 1     | Libertad (S)                | 4 de Septiembre | 13 de noviembre | 20:00    |

| Fecha 13                    | Fecha 13  | Fecha 13                      | Fecha 13             | Fecha 13        | Fecha 13 |
| Local                       | Resultado | Visitante                     | Estadio              | Fecha           | Hora     |
| --------------------------- | --------- | ----------------------------- | -------------------- | --------------- | -------- |
| Libertad (S)                | 4 - 0     | Defensores de Pronunciamiento | Dr. Plácido Tita     | 18 de noviembre | 18:00    |
| Atlético Paraná             | 1 - 1     | Unión (S)                     | Pedro Mutio          | 18 de noviembre | 18:00    |
| Gimnasia y Esgrima (CdU)    | 4 - 3     | Douglas Haig                  | Manuel y Ramón Núñez | 18 de noviembre | 19:45    |
| Defensores de Belgrano (VR) | 1 - 1     | Sportivo Las Parejas          | Salomón Boeseldín    | 19 de noviembre | 20:30    |
| Sportivo Belgrano           | 0 - 0     | Central Córdoba (SdE)         | Oscar C. Boero       | 20 de noviembre | 19:30    |

| Fecha 14                      | Fecha 14  | Fecha 14                    | Fecha 14        | Fecha 14        | Fecha 14 |
| Local                         | Resultado | Visitante                   | Estadio         | Fecha           | Hora     |
| ----------------------------- | --------- | --------------------------- | --------------- | --------------- | -------- |
| Sportivo Las Parejas          | 1 - 0     | Gimnasia y Esgrima (CdU)    | 4 de Septiembre | 24 de noviembre | 20:00    |
| Central Córdoba (SdE)         | 6 - 1     | Libertad (S)                | Alfredo Terrera | 24 de noviembre | 22:00    |
| Unión (S)                     | 2 - 1     | Sportivo Belgrano           | De la Avenida   | 25 de noviembre | 18:00    |
| Defensores de Pronunciamiento | 1 - 0     | Defensores de Belgrano (VR) | Delio Cardozo   | 25 de noviembre | 18:00    |
| Douglas Haig                  | 2 - 1     | Atlético Paraná             | Miguel Morales  | 25 de noviembre | 20:00    |

| Fecha 15                    | Fecha 15  | Fecha 15                      | Fecha 15             | Fecha 15        | Fecha 15 |
| Local                       | Resultado | Visitante                     | Estadio              | Fecha           | Hora     |
| --------------------------- | --------- | ----------------------------- | -------------------- | --------------- | -------- |
| Atlético Paraná             | 1 - 0     | Sportivo Las Parejas          | Pedro Mutio          | 29 de noviembre | 20:30    |
| Defensores de Belgrano (VR) | 0 - 0     | Central Córdoba (SdE)         | Salomón Boeseldín    | 29 de noviembre | 21:00    |
| Sportivo Belgrano           | 3 - 0     | Libertad (S)                  | Oscar C. Boero       | 29 de noviembre | 21:00    |
| Unión (S)                   | 2 - 0     | Douglas Haig                  | De la Avenida        | 29 de noviembre | 21:20    |
| Gimnasia y Esgrima (CdU)    | 3 - 0     | Defensores de Pronunciamiento | Manuel y Ramón Núñez | 29 de noviembre | 21:20    |

| Fecha 16                      | Fecha 16  | Fecha 16                    | Fecha 16         | Fecha 16       | Fecha 16 |
| Local                         | Resultado | Visitante                   | Estadio          | Fecha          | Hora     |
| ----------------------------- | --------- | --------------------------- | ---------------- | -------------- | -------- |
| Libertad (S)                  | 3 - 1     | Defensores de Belgrano (VR) | Dr. Plácido Tita | 3 de diciembre | 18:00    |
| Central Córdoba (SdE)         | 4 - 1     | Gimnasia y Esgrima (CdU)    | Alfredo Terrera  | 3 de diciembre | 18:00    |
| Defensores de Pronunciamiento | 1 - 0     | Atlético Paraná             | Delio Cardozo    | 3 de diciembre | 18:00    |
| Douglas Haig                  | 4 - 1     | Sportivo Belgrano           | Miguel Morales   | 3 de diciembre | 20:00    |
| Sportivo Las Parejas          | 2 - 2     | Unión (S)                   | 4 de Septiembre  | 3 de diciembre | 20:00    |

| Fecha 17                 | Fecha 17  | Fecha 17                      | Fecha 17             | Fecha 17       | Fecha 17 |
| Local                    | Resultado | Visitante                     | Estadio              | Fecha          | Hora     |
| ------------------------ | --------- | ----------------------------- | -------------------- | -------------- | -------- |
| Atlético Paraná          | 1 - 1     | Central Córdoba (SdE)         | Pedro Mutio          | 7 de diciembre | 20:30    |
| Unión (S)                | 2 - 1     | Defensores de Pronunciamiento | De la Avenida        | 7 de diciembre | 21:00    |
| Sportivo Belgrano        | 0 - 0     | Defensores de Belgrano (VR)   | Oscar C. Boero       | 7 de diciembre | 21:00    |
| Douglas Haig             | 2 - 2     | Sportivo Las Parejas          | Miguel Morales       | 7 de diciembre | 21:00    |
| Gimnasia y Esgrima (CdU) | 3 - 1     | Libertad (S)                  | Manuel y Ramón Núñez | 7 de diciembre | 21:00    |

| Fecha 18                      | Fecha 18  | Fecha 18                 | Fecha 18          | Fecha 18        | Fecha 18 |
| Local                         | Resultado | Visitante                | Estadio           | Fecha           | Hora     |
| ----------------------------- | --------- | ------------------------ | ----------------- | --------------- | -------- |
| Libertad (S)                  | 0 - 1     | Atlético Paraná          | Dr. Plácido Tita  | 11 de diciembre | 18:00    |
| Central Córdoba (SdE)         | 1 - 2     | Unión (S)                | Alfredo Terrera   | 11 de diciembre | 20:00    |
| Defensores de Pronunciamiento | 1 - 1     | Douglas Haig             | Delio Cardozo     | 11 de diciembre | 20:00    |
| Defensores de Belgrano (VR)   | 2 - 2     | Gimnasia y Esgrima (CdU) | Salomón Boeseldín | 11 de diciembre | 20:00    |
| Sportivo Las Parejas          | 2 - 0     | Sportivo Belgrano        | 4 de Septiembre   | 11 de diciembre | 20:00    |

### Zona 4

#### Tabla de posiciones final
| Pos. | Equipo                  | Pts. | PJ | PG | PE | PP | GF | GC | Dif. |
| ---- | ----------------------- | ---- | -- | -- | -- | -- | -- | -- | ---- |
| 01.º | Sarmiento (Resistencia) | 37   | 18 | 10 | 7  | 1  | 25 | 13 | 12   |
| 02.º | Chaco For Ever          | 31   | 18 | 8  | 7  | 3  | 18 | 10 | 8    |
| 03.º | Gimnasia y Tiro (Salta) | 29   | 18 | 7  | 8  | 3  | 22 | 17 | 5    |
| 04.º | Crucero del Norte       | 28   | 18 | 7  | 7  | 4  | 25 | 16 | 9    |
| 05.º | Altos Hornos Zapla      | 27   | 18 | 7  | 6  | 5  | 14 | 17 | −3   |
| 06.º | Juventud Antoniana      | 24   | 18 | 5  | 9  | 4  | 14 | 15 | −1   |
| 07.º | San Jorge (Tucumán)     | 20   | 18 | 5  | 5  | 8  | 15 | 17 | −2   |
| 08.º | Sportivo Patria         | 16   | 18 | 4  | 4  | 10 | 21 | 29 | −8   |
| 09.º | Deportivo Mandiyú       | 15   | 18 | 3  | 6  | 9  | 14 | 23 | −9   |
| 10.º | Guaraní Antonio Franco  | 12   | 18 | 3  | 3  | 12 | 17 | 28 | −11  |

|  | Clasificados a la Segunda fase y a la Copa Argentina 2017-18                 |
|  | Clasificados a la Primera etapa de la reválida y a la Copa Argentina 2017-18 |
|  | Clasificados a la Primera etapa de la reválida                               |

#### Resultados
| Fecha 1                | Fecha 1   | Fecha 1             | Fecha 1                           | Fecha 1          | Fecha 1 |
| Local                  | Resultado | Visitante           | Estadio                           | Fecha            | Hora    |
| ---------------------- | --------- | ------------------- | --------------------------------- | ---------------- | ------- |
| Deportivo Mandiyú      | 0 - 0     | Crucero del Norte   | José Antonio Romero Feris         | 17 de septiembre | 16:00   |
| Sportivo Patria        | 2 - 2     | Gimnasia y Tiro (S) | Antonio Romero                    | 17 de septiembre | 16:00   |
| Juventud Antoniana     | 1 - 0     | San Jorge (T)       | Fray Honorato Pistoia             | 17 de septiembre | 16:30   |
| Chaco For Ever         | 1 - 1     | Sarmiento (R)       | Juan Alberto García               | 17 de septiembre | 17:00   |
| Guaraní Antonio Franco | 0 - 1     | Altos Hornos Zapla  | Clemente A. Fernández de Oliveira | 17 de septiembre | 18:00   |

| Fecha 2            | Fecha 2   | Fecha 2                | Fecha 2                     | Fecha 2          | Fecha 2 |
| Local              | Resultado | Visitante              | Estadio                     | Fecha            | Hora    |
| ------------------ | --------- | ---------------------- | --------------------------- | ---------------- | ------- |
| San Jorge (T)      | 1 - 1     | Deportivo Mandiyú      | Ángel Pascual Sáez          | 23 de septiembre | 16:00   |
| Altos Hornos Zapla | 1 - 1     | Gimnasia y Tiro (S)    | Emilio Fabrizzi             | 24 de septiembre | 16:00   |
| Juventud Antoniana | 1 - 0     | Sportivo Patria        | Fray Honorato Pistoia       | 24 de septiembre | 16:30   |
| Sarmiento (R)      | 3 - 1     | Guaraní Antonio Franco | Centenario                  | 24 de septiembre | 17:00   |
| Crucero del Norte  | 2 - 0     | Chaco For Ever         | Comandante Andrés Guacurarí | 24 de septiembre | 17:30   |

| Fecha 3                | Fecha 3   | Fecha 3            | Fecha 3                           | Fecha 3          | Fecha 3 |
| Local                  | Resultado | Visitante          | Estadio                           | Fecha            | Hora    |
| ---------------------- | --------- | ------------------ | --------------------------------- | ---------------- | ------- |
| Gimnasia y Tiro (S)    | 1 - 2     | Sarmiento (R)      | El Gigante del Norte              | 29 de septiembre | 21:30   |
| Deportivo Mandiyú      | 1 - 1     | Juventud Antoniana | José Antonio Romero Feris         | 30 de septiembre | 16:00   |
| Sportivo Patria        | 2 - 0     | Altos Hornos Zapla | Antonio Romero                    | 30 de septiembre | 16:30   |
| Guaraní Antonio Franco | 0 - 1     | Crucero del Norte  | Clemente A. Fernández de Oliveira | 30 de septiembre | 21:00   |
| Chaco For Ever         | 1 - 0     | San Jorge (T)      | Juan Alberto García               | 30 de septiembre | 21:30   |

| Fecha 4            | Fecha 4   | Fecha 4                | Fecha 4                     | Fecha 4       | Fecha 4 |
| Local              | Resultado | Visitante              | Estadio                     | Fecha         | Hora    |
| ------------------ | --------- | ---------------------- | --------------------------- | ------------- | ------- |
| Deportivo Mandiyú  | 0 - 1     | Sportivo Patria        | José Antonio Romero Feris   | 4 de octubre  | 16:00   |
| San Jorge (T)      | 3 - 0     | Guaraní Antonio Franco | Ángel Pascual Sáez          | 4 de octubre  | 16:00   |
| Crucero del Norte  | 1 - 2     | Gimnasia y Tiro (S)    | Comandante Andrés Guacurarí | 4 de octubre  | 21:00   |
| Sarmiento (R)      | 0 - 0     | Altos Hornos Zapla     | Centenario                  | 4 de octubre  | 21:00   |
| Juventud Antoniana | 1 - 2     | Chaco For Ever         | Fray Honorato Pistoia       | 31 de octubre | 22:00   |

| Fecha 5                | Fecha 5   | Fecha 5            | Fecha 5                           | Fecha 5      | Fecha 5 |
| Local                  | Resultado | Visitante          | Estadio                           | Fecha        | Hora    |
| ---------------------- | --------- | ------------------ | --------------------------------- | ------------ | ------- |
| Sportivo Patria        | 1 - 3     | Sarmiento (R)      | Antonio Romero                    | 8 de octubre | 16:30   |
| Altos Hornos Zapla     | 0 - 0     | Crucero del Norte  | Emilio Fabrizzi                   | 8 de octubre | 17:00   |
| Gimnasia y Tiro (S)    | 1 - 0     | San Jorge (T)      | El Gigante del Norte              | 8 de octubre | 17:00   |
| Chaco For Ever         | 1 - 1     | Deportivo Mandiyú  | Juan Alberto García               | 8 de octubre | 18:00   |
| Guaraní Antonio Franco | 2 - 3     | Juventud Antoniana | Clemente A. Fernández de Oliveira | 8 de octubre | 20:00   |

| Fecha 6            | Fecha 6   | Fecha 6                | Fecha 6                     | Fecha 6       | Fecha 6 |
| Local              | Resultado | Visitante              | Estadio                     | Fecha         | Hora    |
| ------------------ | --------- | ---------------------- | --------------------------- | ------------- | ------- |
| Chaco For Ever     | 0 - 0     | Sportivo Patria        | Juan Alberto García         | 12 de octubre | 21:30   |
| Deportivo Mandiyú  | 0 - 1     | Guaraní Antonio Franco | José Antonio Romero Feris   | 14 de octubre | 16:00   |
| San Jorge (T)      | 1 - 2     | Altos Hornos Zapla     | Ángel Pascual Sáez          | 14 de octubre | 16:00   |
| Crucero del Norte  | 2 - 3     | Sarmiento (R)          | Comandante Andrés Guacurarí | 14 de octubre | 21:00   |
| Juventud Antoniana | 1 - 1     | Gimnasia y Tiro (S)    | Fray Honorato Pistoia       | 15 de octubre | 17:00   |

| Fecha 7                | Fecha 7   | Fecha 7            | Fecha 7                           | Fecha 7       | Fecha 7 |
| Local                  | Resultado | Visitante          | Estadio                           | Fecha         | Hora    |
| ---------------------- | --------- | ------------------ | --------------------------------- | ------------- | ------- |
| Sportivo Patria        | 0 - 2     | Crucero del Norte  | Antonio Romero                    | 19 de octubre | 17:00   |
| Guaraní Antonio Franco | 1 - 2     | Chaco For Ever     | Clemente A. Fernández de Oliveira | 19 de octubre | 21:00   |
| Sarmiento (R)          | 1 - 1     | San Jorge (T)      | Centenario                        | 19 de octubre | 21:30   |
| Gimnasia y Tiro (S)    | 0 - 0     | Deportivo Mandiyú  | El Gigante del Norte              | 19 de octubre | 21:30   |
| Altos Hornos Zapla     | 0 - 0     | Juventud Antoniana | Emilio Fabrizzi                   | 19 de octubre | 22:00   |

| Fecha 8                | Fecha 8   | Fecha 8             | Fecha 8                           | Fecha 8       | Fecha 8 |
| Local                  | Resultado | Visitante           | Estadio                           | Fecha         | Hora    |
| ---------------------- | --------- | ------------------- | --------------------------------- | ------------- | ------- |
| Deportivo Mandiyú      | 1 - 2     | Altos Hornos Zapla  | José Antonio Romero Feris         | 24 de octubre | 16:00   |
| San Jorge (T)          | 0 - 1     | Crucero del Norte   | Ángel Pascual Sáez                | 24 de octubre | 16:00   |
| Guaraní Antonio Franco | 2 - 2     | Sportivo Patria     | Clemente A. Fernández de Oliveira | 24 de octubre | 21:00   |
| Chaco For Ever         | 2 - 0     | Gimnasia y Tiro (S) | Juan Alberto García               | 24 de octubre | 21:30   |
| Juventud Antoniana     | 0 - 1     | Sarmiento (R)       | Fray Honorato Pistoia             | 24 de octubre | 22:00   |

| Fecha 9             | Fecha 9   | Fecha 9                | Fecha 9                     | Fecha 9       | Fecha 9 |
| Local               | Resultado | Visitante              | Estadio                     | Fecha         | Hora    |
| ------------------- | --------- | ---------------------- | --------------------------- | ------------- | ------- |
| Altos Hornos Zapla  | 1 - 0     | Chaco For Ever         | Emilio Fabrizzi             | 28 de octubre | 21:30   |
| Crucero del Norte   | 2 - 0     | Juventud Antoniana     | Comandante Andrés Guacurarí | 28 de octubre | 21:30   |
| Sportivo Patria     | 2 - 3     | San Jorge (T)          | Antonio Romero              | 29 de octubre | 16:30   |
| Gimnasia y Tiro (S) | 1 - 0     | Guaraní Antonio Franco | El Gigante del Norte        | 29 de octubre | 17:30   |
| Sarmiento (R)       | 1 - 0     | Deportivo Mandiyú      | Centenario                  | 29 de octubre | 18:00   |

| Fecha 10            | Fecha 10  | Fecha 10               | Fecha 10                    | Fecha 10       | Fecha 10 |
| Local               | Resultado | Visitante              | Estadio                     | Fecha          | Hora     |
| ------------------- | --------- | ---------------------- | --------------------------- | -------------- | -------- |
| Crucero del Norte   | 0 - 0     | Deportivo Mandiyú      | Comandante Andrés Guacurarí | 4 de noviembre | 20:30    |
| Gimnasia y Tiro (S) | 2 - 0     | Sportivo Patria        | El Gigante del Norte        | 4 de noviembre | 20:30    |
| Altos Hornos Zapla  | 3 - 1     | Guaraní Antonio Franco | Emilio Fabrizzi             | 4 de noviembre | 22:00    |
| San Jorge (T)       | 1 - 1     | Juventud Antoniana     | Ángel Pascual Sáez          | 5 de noviembre | 16:30    |
| Sarmiento (R)       | 0 - 0     | Chaco For Ever         | Centenario                  | 5 de noviembre | 18:00    |

| Fecha 11               | Fecha 11  | Fecha 11           | Fecha 11                          | Fecha 11        | Fecha 11 |
| Local                  | Resultado | Visitante          | Estadio                           | Fecha           | Hora     |
| ---------------------- | --------- | ------------------ | --------------------------------- | --------------- | -------- |
| Gimnasia y Tiro (S)    | 0 - 0     | Altos Hornos Zapla | El Gigante del Norte              | 10 de noviembre | 21:30    |
| Deportivo Mandiyú      | 2 - 1     | San Jorge (T)      | José Antonio Romero Feris         | 11 de noviembre | 16:00    |
| Sportivo Patria        | 1 - 1     | Juventud Antoniana | Antonio Romero                    | 11 de noviembre | 17:00    |
| Guaraní Antonio Franco | 0 - 0     | Sarmiento (R)      | Clemente A. Fernández de Oliveira | 11 de noviembre | 21:00    |
| Chaco For Ever         | 0 - 0     | Crucero del Norte  | Juan Alberto García               | 17 de enero     | 18:00    |

| Fecha 12           | Fecha 12  | Fecha 12               | Fecha 12                    | Fecha 12        | Fecha 12 |
| Local              | Resultado | Visitante              | Estadio                     | Fecha           | Hora     |
| ------------------ | --------- | ---------------------- | --------------------------- | --------------- | -------- |
| San Jorge (T)      | 0 - 0     | Chaco For Ever         | Ángel Pascual Sáez          | 15 de noviembre | 17:00    |
| Sarmiento (R)      | 1 - 1     | Gimnasia y Tiro (S)    | Centenario                  | 15 de noviembre | 21:00    |
| Crucero del Norte  | 0 - 0     | Guaraní Antonio Franco | Comandante Andrés Guacurarí | 15 de noviembre | 21:00    |
| Altos Hornos Zapla | 1 - 0     | Sportivo Patria        | Emilio Fabrizzi             | 15 de noviembre | 22:00    |
| Juventud Antoniana | 2 - 1     | Deportivo Mandiyú      | Fray Honorato Pistoia       | 15 de noviembre | 22:00    |

| Fecha 13               | Fecha 13  | Fecha 13           | Fecha 13                          | Fecha 13        | Fecha 13 |
| Local                  | Resultado | Visitante          | Estadio                           | Fecha           | Hora     |
| ---------------------- | --------- | ------------------ | --------------------------------- | --------------- | -------- |
| Sportivo Patria        | 4 - 1     | Deportivo Mandiyú  | Antonio Romero                    | 19 de noviembre | 17:00    |
| Chaco For Ever         | 0 - 0     | Juventud Antoniana | Juan Alberto García               | 19 de noviembre | 18:00    |
| Gimnasia y Tiro (S)    | 4 - 2     | Crucero del Norte  | El Gigante del Norte              | 19 de noviembre | 18:30    |
| Altos Hornos Zapla     | 0 - 1     | Sarmiento (R)      | Emilio Fabrizzi                   | 19 de noviembre | 19:00    |
| Guaraní Antonio Franco | 2 - 0     | San Jorge (T)      | Clemente A. Fernández de Oliveira | 19 de noviembre | 21:00    |

| Fecha 14           | Fecha 14  | Fecha 14               | Fecha 14                    | Fecha 14        | Fecha 14 |
| Local              | Resultado | Visitante              | Estadio                     | Fecha           | Hora     |
| ------------------ | --------- | ---------------------- | --------------------------- | --------------- | -------- |
| San Jorge (T)      | 0 - 0     | Gimnasia y Tiro (S)    | Ángel Pascual Sáez          | 24 de noviembre | 17:00    |
| Sarmiento (R)      | 4 - 2     | Sportivo Patria        | Centenario                  | 24 de noviembre | 21:00    |
| Crucero del Norte  | 5 - 1     | Altos Hornos Zapla     | Comandante Andrés Guacurarí | 24 de noviembre | 21:00    |
| Juventud Antoniana | 1 - 0     | Guaraní Antonio Franco | Fray Honorato Pistoia       | 24 de noviembre | 22:00    |
| Deportivo Mandiyú  | 1 - 0     | Chaco For Ever         | José Antonio Romero Feris   | 25 de noviembre | 17:00    |

| Fecha 15               | Fecha 15  | Fecha 15           | Fecha 15                          | Fecha 15        | Fecha 15 |
| Local                  | Resultado | Visitante          | Estadio                           | Fecha           | Hora     |
| ---------------------- | --------- | ------------------ | --------------------------------- | --------------- | -------- |
| Sarmiento (R)          | 1 - 1     | Crucero del Norte  | Centenario                        | 28 de noviembre | 21:00    |
| Altos Hornos Zapla     | 0 - 1     | San Jorge (T)      | Emilio Fabrizzi                   | 28 de noviembre | 22:00    |
| Gimnasia y Tiro (S)    | 0 - 0     | Juventud Antoniana | El Gigante del Norte              | 28 de noviembre | 22:00    |
| Sportivo Patria        | 0 - 1     | Chaco For Ever     | Antonio Romero                    | 29 de noviembre | 17:00    |
| Guaraní Antonio Franco | 2 - 1     | Deportivo Mandiyú  | Clemente A. Fernández de Oliveira | 29 de noviembre | 21:00    |

| Fecha 16           | Fecha 16  | Fecha 16               | Fecha 16                    | Fecha 16       | Fecha 16 |
| Local              | Resultado | Visitante              | Estadio                     | Fecha          | Hora     |
| ------------------ | --------- | ---------------------- | --------------------------- | -------------- | -------- |
| San Jorge (T)      | 0 - 1     | Sarmiento (R)          | Ángel Pascual Sáez          | 2 de diciembre | 17:00    |
| Deportivo Mandiyú  | 1 - 2     | Gimnasia y Tiro (S)    | José Antonio Romero Feris   | 2 de diciembre | 17:00    |
| Chaco For Ever     | 2 - 1     | Guaraní Antonio Franco | Juan Alberto García         | 2 de diciembre | 18:30    |
| Crucero del Norte  | 4 - 2     | Sportivo Patria        | Comandante Andrés Guacurarí | 2 de diciembre | 19:00    |
| Juventud Antoniana | 0 - 0     | Altos Hornos Zapla     | Fray Honorato Pistoia       | 2 de diciembre | 20:30    |

| Fecha 17            | Fecha 17  | Fecha 17               | Fecha 17                    | Fecha 17       | Fecha 17 |
| Local               | Resultado | Visitante              | Estadio                     | Fecha          | Hora     |
| ------------------- | --------- | ---------------------- | --------------------------- | -------------- | -------- |
| Sportivo Patria     | 2 - 1     | Guaraní Antonio Franco | Antonio Romero              | 6 de diciembre | 17:00    |
| Crucero del Norte   | 1 - 2     | San Jorge (T)          | Comandante Andrés Guacurarí | 6 de diciembre | 21:00    |
| Sarmiento (R)       | 2 - 0     | Juventud Antoniana     | Centenario                  | 6 de diciembre | 21:30    |
| Gimnasia y Tiro (S) | 1 - 3     | Chaco For Ever         | El Gigante del Norte        | 6 de diciembre | 21:30    |
| Altos Hornos Zapla  | 2 - 1     | Deportivo Mandiyú      | Emilio Fabrizzi             | 6 de diciembre | 22:00    |

| Fecha 18               | Fecha 18  | Fecha 18            | Fecha 18                          | Fecha 18        | Fecha 18 |
| Local                  | Resultado | Visitante           | Estadio                           | Fecha           | Hora     |
| ---------------------- | --------- | ------------------- | --------------------------------- | --------------- | -------- |
| San Jorge (T)          | 1 - 0     | Sportivo Patria     | Ángel Pascual Sáez                | 10 de diciembre | 17:00    |
| Chaco For Ever         | 3 - 0     | Altos Hornos Zapla  | Juan Alberto García               | 10 de diciembre | 18:00    |
| Guaraní Antonio Franco | 1 - 3     | Gimnasia y Tiro (S) | Clemente A. Fernández de Oliveira | 10 de diciembre | 18:00    |
| Juventud Antoniana     | 1 - 1     | Crucero del Norte   | Fray Honorato Pistoia             | 10 de diciembre | 18:00    |
| Deportivo Mandiyú      | 2 - 0     | Sarmiento (R)       | José Antonio Romero Feris         | 11 de diciembre | 17:00    |

| 1. |

## Segunda fase

### Zona A

#### Tabla de posiciones final
| Pos. | Equipo                            | Pts. | PJ | PG | PE | PP | GF | GC | Dif. |
| ---- | --------------------------------- | ---- | -- | -- | -- | -- | -- | -- | ---- |
| 01.º | Estudiantes (Río Cuarto)          | 15   | 7  | 5  | 0  | 2  | 13 | 6  | 7    |
| 02.º | Gimnasia y Esgrima (Mendoza)      | 14   | 7  | 4  | 2  | 1  | 11 | 6  | 5    |
| 03.º | Juventud Unida Universitario      | 13   | 7  | 4  | 1  | 2  | 9  | 7  | 2    |
| 04.º | Alvarado                          | 10   | 7  | 3  | 1  | 3  | 8  | 8  | 0    |
| 05.º | Deportivo Roca                    | 9    | 7  | 3  | 0  | 4  | 12 | 14 | −2   |
| 06.º | Desamparados                      | 8    | 7  | 2  | 2  | 3  | 4  | 6  | −2   |
| 07.º | Villa Mitre                       | 5    | 7  | 1  | 2  | 4  | 6  | 10 | −4   |
| 08.º | Ferro Carril Oeste (General Pico) | 5    | 7  | 1  | 2  | 4  | 5  | 11 | −6   |

|  | Clasificados a la Tercera fase.                 |
|  | Clasificados a la Segunda etapa de la reválida. |

#### Resultados
| Fecha 1                | Fecha 1   | Fecha 1                 | Fecha 1                              | Fecha 1      | Fecha 1 |
| Local                  | Resultado | Visitante               | Estadio                              | Fecha        | Hora    |
| ---------------------- | --------- | ----------------------- | ------------------------------------ | ------------ | ------- |
| Gimnasia y Esgrima (M) | 1 - 0     | Ferro Carril Oeste (GP) | Víctor Antonio Legrotaglie           | 4 de febrero | 19:00   |
| Estudiantes (RC)       | 6 - 1     | Deportivo Roca          | Ciudad de Río Cuarto Antonio Candini | 4 de febrero | 20:30   |
| Villa Mitre            | 0 - 1     | Juventud U. U.          | El Fortín                            | 4 de febrero | 20:30   |
| Alvarado               | 0 - 0     | Desamparados            | José María Minella                   | 4 de febrero | 21:00   |

| Fecha 2                 | Fecha 2   | Fecha 2                | Fecha 2            | Fecha 2       | Fecha 2 |
| Local                   | Resultado | Visitante              | Estadio            | Fecha         | Hora    |
| ----------------------- | --------- | ---------------------- | ------------------ | ------------- | ------- |
| Desamparados            | 0 - 1     | Estudiantes (RC)       | El Serpentario     | 11 de febrero | 21:00   |
| Ferro Carril Oeste (GP) | 1 - 1     | Juventud U. U.         | El Coloso          | 11 de febrero | 21:00   |
| Alvarado                | 1 - 0     | Villa Mitre            | José María Minella | 11 de febrero | 21:00   |
| Deportivo Roca          | 0 - 2     | Gimnasia y Esgrima (M) | Luis Maiolino      | 11 de febrero | 21:30   |

| Fecha 3                | Fecha 3   | Fecha 3                 | Fecha 3                              | Fecha 3       | Fecha 3 |
| Local                  | Resultado | Visitante               | Estadio                              | Fecha         | Hora    |
| ---------------------- | --------- | ----------------------- | ------------------------------------ | ------------- | ------- |
| Gimnasia y Esgrima (M) | 1 - 1     | Desamparados            | Víctor Antonio Legrotaglie           | 17 de febrero | 19:30   |
| Estudiantes (RC)       | 1 - 0     | Alvarado                | Ciudad de Río Cuarto Antonio Candini | 18 de febrero | 20:30   |
| Juventud U. U.         | 2 - 0     | Deportivo Roca          | Mario Sebastián Diez                 | 18 de febrero | 20:30   |
| Villa Mitre            | 1 - 1     | Ferro Carril Oeste (GP) | El Fortín                            | 18 de febrero | 20:30   |

| Fecha 4          | Fecha 4   | Fecha 4                 | Fecha 4                              | Fecha 4       | Fecha 4 |
| Local            | Resultado | Visitante               | Estadio                              | Fecha         | Hora    |
| ---------------- | --------- | ----------------------- | ------------------------------------ | ------------- | ------- |
| Desamparados     | 0 - 1     | Juventud U. U.          | El Serpentario                       | 25 de febrero | 17:30   |
| Deportivo Roca   | 4 - 1     | Ferro Carril Oeste (GP) | Luis Maiolino                        | 25 de febrero | 18:30   |
| Estudiantes (RC) | 1 - 0     | Villa Mitre             | Ciudad de Río Cuarto Antonio Candini | 25 de febrero | 20:30   |
| Alvarado         | 1 - 2     | Gimnasia y Esgrima (M)  | José María Minella                   | 26 de febrero | 21:00   |

| Fecha 5                 | Fecha 5   | Fecha 5          | Fecha 5                    | Fecha 5    | Fecha 5 |
| Local                   | Resultado | Visitante        | Estadio                    | Fecha      | Hora    |
| ----------------------- | --------- | ---------------- | -------------------------- | ---------- | ------- |
| Ferro Carril Oeste (GP) | 0 - 1     | Desamparados     | El Coloso                  | 3 de marzo | 20:00   |
| Juventud U. U.          | 0 - 1     | Alvarado         | Mario Sebastián Diez       | 4 de marzo | 20:30   |
| Villa Mitre             | 0 - 3     | Deportivo Roca   | El Fortín                  | 4 de marzo | 20:30   |
| Gimnasia y Esgrima (M)  | 2 - 0     | Estudiantes (RC) | Víctor Antonio Legrotaglie | 7 de marzo | 21:30   |

| Fecha 6                | Fecha 6   | Fecha 6                 | Fecha 6                              | Fecha 6     | Fecha 6 |
| Local                  | Resultado | Visitante               | Estadio                              | Fecha       | Hora    |
| ---------------------- | --------- | ----------------------- | ------------------------------------ | ----------- | ------- |
| Estudiantes (RC)       | 4 - 2     | Juventud U. U.          | Ciudad de Río Cuarto Antonio Candini | 11 de marzo | 20:30   |
| Desamparados           | 1 - 0     | Deportivo Roca          | El Serpentario                       | 11 de marzo | 20:30   |
| Alvarado               | 3 - 1     | Ferro Carril Oeste (GP) | José María Minella                   | 11 de marzo | 20:30   |
| Gimnasia y Esgrima (M) | 2 - 2     | Villa Mitre             | Víctor Antonio Legrotaglie           | 12 de marzo | 21:30   |

| Fecha 7                 | Fecha 7   | Fecha 7                | Fecha 7              | Fecha 7     | Fecha 7 |
| Local                   | Resultado | Visitante              | Estadio              | Fecha       | Hora    |
| ----------------------- | --------- | ---------------------- | -------------------- | ----------- | ------- |
| Deportivo Roca          | 4 - 2     | Alvarado               | Luis Maiolino        | 18 de marzo | 16:30   |
| Villa Mitre             | 3 - 1     | Desamparados           | El Fortín            | 18 de marzo | 16:30   |
| Ferro Carril Oeste (GP) | 1 - 0     | Estudiantes (RC)       | El Coloso            | 18 de marzo | 16:30   |
| Juventud U. U.          | 2 - 1     | Gimnasia y Esgrima (M) | Mario Sebastián Diez | 18 de marzo | 16:30   |

### Zona B

#### Tabla de posiciones final
| Pos. | Equipo                                 | Pts. | PJ | PG | PE | PP | GF | GC | Dif. |
| ---- | -------------------------------------- | ---- | -- | -- | -- | -- | -- | -- | ---- |
| 01.º | Central Córdoba (Santiago del Estero)  | 14   | 7  | 4  | 2  | 1  | 10 | 5  | 5    |
| 02.º | Defensores de Belgrano (Villa Ramallo) | 13   | 7  | 4  | 1  | 2  | 11 | 5  | 6    |
| 03.º | Unión (Sunchales)                      | 10   | 7  | 3  | 1  | 3  | 9  | 8  | 1    |
| 04.º | Sportivo Belgrano                      | 10   | 7  | 3  | 1  | 3  | 8  | 7  | 1    |
| 05.º | Crucero del Norte                      | 10   | 7  | 3  | 1  | 3  | 7  | 6  | 1    |
| 06.º | Sarmiento (Resistencia)                | 9    | 7  | 2  | 3  | 2  | 5  | 9  | −4   |
| 07.º | Chaco For Ever                         | 6    | 7  | 2  | 0  | 5  | 5  | 8  | −3   |
| 08.º | Gimnasia y Tiro (Salta)                | 6    | 7  | 1  | 3  | 3  | 7  | 14 | −7   |

|  | Clasificados a la Tercera fase.                 |
|  | Clasificado a la Tercera etapa de la reválida.  |
|  | Clasificados a la Segunda etapa de la reválida. |

#### Resultados
| Fecha 1               | Fecha 1   | Fecha 1                     | Fecha 1             | Fecha 1      | Fecha 1 |
| Local                 | Resultado | Visitante                   | Estadio             | Fecha        | Hora    |
| --------------------- | --------- | --------------------------- | ------------------- | ------------ | ------- |
| Central Córdoba (SdE) | 2 - 1     | Crucero del Norte           | Alfredo Terrera     | 2 de febrero | 22:00   |
| Sarmiento (R)         | 0 - 2     | Unión (S)                   | Centenario          | 3 de febrero | 21:30   |
| Chaco For Ever        | 0 - 1     | Defensores de Belgrano (VR) | Juan Alberto García | 4 de febrero | 18:30   |
| Sportivo Belgrano     | 0 - 0     | Gimnasia y Tiro (S)         | Óscar Boero         | 4 de febrero | 19:40   |

| Fecha 2             | Fecha 2   | Fecha 2                     | Fecha 2                     | Fecha 2       | Fecha 2 |
| Local               | Resultado | Visitante                   | Estadio                     | Fecha         | Hora    |
| ------------------- | --------- | --------------------------- | --------------------------- | ------------- | ------- |
| Unión (S)           | 4 - 0     | Sportivo Belgrano           | De la Avenida               | 9 de febrero  | 21:00   |
| Crucero del Norte   | 2 - 1     | Defensores de Belgrano (VR) | Comandante Andrés Guacurarí | 11 de febrero | 18:00   |
| Sarmiento (R)       | 1 - 0     | Chaco For Ever              | Centenario                  | 11 de febrero | 19:50   |
| Gimnasia y Tiro (S) | 3 - 5     | Central Córdoba (SdE)       | Gigante del Norte           | 11 de febrero | 20:00   |

| Fecha 3                     | Fecha 3   | Fecha 3             | Fecha 3             | Fecha 3       | Fecha 3 |
| Local                       | Resultado | Visitante           | Estadio             | Fecha         | Hora    |
| --------------------------- | --------- | ------------------- | ------------------- | ------------- | ------- |
| Chaco For Ever              | 1 - 0     | Crucero del Norte   | Juan Alberto García | 18 de febrero | 18:30   |
| Sportivo Belgrano           | 4 - 0     | Sarmiento (R)       | Oscar C. Boero      | 18 de febrero | 19:00   |
| Central Córdoba (SdE)       | 0 - 0     | Unión (S)           | Alfredo Terrera     | 18 de febrero | 20:00   |
| Defensores de Belgrano (VR) | 5 - 0     | Gimnasia y Tiro (S) | Salomón Boeseldín   | 18 de febrero | 20:00   |

| Fecha 4             | Fecha 4   | Fecha 4                     | Fecha 4           | Fecha 4       | Fecha 4 |
| Local               | Resultado | Visitante                   | Estadio           | Fecha         | Hora    |
| ------------------- | --------- | --------------------------- | ----------------- | ------------- | ------- |
| Gimnasia y Tiro (S) | 0 - 0     | Crucero del Norte           | Gigante del Norte | 25 de febrero | 18:00   |
| Unión (S)           | 0 - 1     | Defensores de Belgrano (VR) | De la Avenida     | 25 de febrero | 19:00   |
| Sarmiento (R)       | 0 - 0     | Central Córdoba (SdE)       | Centenario        | 25 de febrero | 19:45   |
| Sportivo Belgrano   | 3 - 0     | Chaco For Ever              | Oscar C. Boero    | 25 de febrero | 20:00   |

| Fecha 5                     | Fecha 5   | Fecha 5             | Fecha 5                     | Fecha 5    | Fecha 5 |
| Local                       | Resultado | Visitante           | Estadio                     | Fecha      | Hora    |
| --------------------------- | --------- | ------------------- | --------------------------- | ---------- | ------- |
| Chaco For Ever              | 1 - 2     | Gimnasia y Tiro (S) | Juan Alberto García         | 3 de marzo | 21:30   |
| Crucero del Norte           | 3 - 1     | Unión (S)           | Comandante Andrés Guacurarí | 4 de marzo | 17:00   |
| Central Córdoba (SdE)       | 2 - 0     | Sportivo Belgrano   | Alfredo Terrera             | 4 de marzo | 19:00   |
| Defensores de Belgrano (VR) | 2 - 2     | Sarmiento (R)       | Salomón Boeseldín           | 4 de marzo | 20:00   |

| Fecha 6               | Fecha 6   | Fecha 6                     | Fecha 6         | Fecha 6     | Fecha 6 |
| Local                 | Resultado | Visitante                   | Estadio         | Fecha       | Hora    |
| --------------------- | --------- | --------------------------- | --------------- | ----------- | ------- |
| Unión (S)             | 2 - 1     | Gimnasia y Tiro (S)         | De la Avenida   | 11 de marzo | 18:30   |
| Sarmiento (R)         | 1 - 0     | Crucero del Norte           | Centenario      | 11 de marzo | 19:00   |
| Central Córdoba (SdE) | 1 - 0     | Chaco For Ever              | Alfredo Terrera | 11 de marzo | 20:00   |
| Sportivo Belgrano     | 1 - 0     | Defensores de Belgrano (VR) | Oscar C. Boero  | 11 de marzo | 20:00   |

| Fecha 7                     | Fecha 7   | Fecha 7               | Fecha 7                     | Fecha 7     | Fecha 7 |
| Local                       | Resultado | Visitante             | Estadio                     | Fecha       | Hora    |
| --------------------------- | --------- | --------------------- | --------------------------- | ----------- | ------- |
| Chaco For Ever              | 3 - 0     | Unión (S)             | Juan Alberto García         | 18 de marzo | 16:30   |
| Gimnasia y Tiro (S)         | 1 - 1     | Sarmiento (R)         | Gigante del Norte           | 18 de marzo | 16:30   |
| Crucero del Norte           | 1 - 0     | Sportivo Belgrano     | Comandante Andrés Guacurarí | 18 de marzo | 16:30   |
| Defensores de Belgrano (VR) | 1 - 0     | Central Córdoba (SdE) | Salomón Boeseldín           | 18 de marzo | 16:30   |

### Tabla de terceros
| Pos. | Equipo                       | Pts. | PJ | PG | PE | PP | GF | GC | Dif. |
| ---- | ---------------------------- | ---- | -- | -- | -- | -- | -- | -- | ---- |
| 01.º | Juventud Unida Universitario | 13   | 7  | 4  | 1  | 2  | 9  | 7  | 2    |
| 02.º | Unión (Sunchales)            | 10   | 7  | 3  | 1  | 3  | 9  | 8  | 1    |

|  | Clasificado a la Tercera fase.                 |
|  | Clasificado a la Tercera etapa de la reválida. |

## Tercera fase

### Tabla de posiciones final
| Pos. | Equipo                                 | Pts. | PJ | PG | PE | PP | GF | GC | Dif. |
| ---- | -------------------------------------- | ---- | -- | -- | -- | -- | -- | -- | ---- |
| 01.º | Central Córdoba (Santiago del Estero)  | 10   | 4  | 3  | 1  | 0  | 8  | 3  | 5    |
| 02.º | Gimnasia y Esgrima (Mendoza)           | 7    | 4  | 2  | 1  | 1  | 7  | 5  | 2    |
| 03.º | Defensores de Belgrano (Villa Ramallo) | 4    | 4  | 1  | 1  | 2  | 3  | 3  | 0    |
| 04.º | Juventud Unida Universitario           | 4    | 4  | 1  | 1  | 2  | 4  | 7  | −3   |
| 05.º | Estudiantes (Río Cuarto)               | 3    | 4  | 1  | 0  | 3  | 2  | 6  | −4   |

|  | Campeón. Ascendió a la Primera B Nacional. |
|  | Pasaron a la Cuarta etapa de la reválida.  |

### Resultados
| Fecha 1                                      | Fecha 1   | Fecha 1          | Fecha 1                    | Fecha 1     | Fecha 1 |
| Local                                        | Resultado | Visitante        | Estadio                    | Fecha       | Hora    |
| -------------------------------------------- | --------- | ---------------- | -------------------------- | ----------- | ------- |
| Gimnasia y Esgrima (M)                       | 4 - 2     | Juventud U. U.   | Víctor Antonio Legrotaglie | 31 de marzo | 21:00   |
| Defensores de Belgrano (VR)                  | 2 - 0     | Estudiantes (RC) | Salomón Boeseldín          | 1 de abril  | 16:30   |
| Libre: Central Córdoba (Santiago del Estero) |           |                  |                            |             |         |

| Fecha 2                             | Fecha 2   | Fecha 2                     | Fecha 2                              | Fecha 2    | Fecha 2 |
| Local                               | Resultado | Visitante                   | Estadio                              | Fecha      | Hora    |
| ----------------------------------- | --------- | --------------------------- | ------------------------------------ | ---------- | ------- |
| Juventud U. U.                      | 0 - 0     | Defensores de Belgrano (VR) | Mario Sebastián Diez                 | 6 de abril | 21:15   |
| Estudiantes (RC)                    | 0 - 2     | Central Córdoba (SdE)       | Ciudad de Río Cuarto Antonio Candini | 7 de abril | 20:30   |
| Libre: Gimnasia y Esgrima (Mendoza) |           |                             |                                      |            |         |

| Fecha 3                         | Fecha 3   | Fecha 3                | Fecha 3           | Fecha 3     | Fecha 3 |
| Local                           | Resultado | Visitante              | Estadio           | Fecha       | Hora    |
| ------------------------------- | --------- | ---------------------- | ----------------- | ----------- | ------- |
| Defensores de Belgrano (VR)     | 0 - 1     | Gimnasia y Esgrima (M) | Salomón Boeseldín | 11 de abril | 20:30   |
| Central Córdoba (SdE)           | 3 - 1     | Juventud U. U.         | Alfredo Terrera   | 11 de abril | 22:00   |
| Libre: Estudiantes (Río Cuarto) |           |                        |                   |             |         |

| Fecha 4                                       | Fecha 4   | Fecha 4               | Fecha 4                    | Fecha 4     | Fecha 4 |
| Local                                         | Resultado | Visitante             | Estadio                    | Fecha       | Hora    |
| --------------------------------------------- | --------- | --------------------- | -------------------------- | ----------- | ------- |
| Juventud U. U.                                | 1 - 0     | Estudiantes (RC)      | Mario Sebastián Diez       | 15 de abril | 16:30   |
| Gimnasia y Esgrima (M)                        | 1 - 1     | Central Córdoba (SdE) | Víctor Antonio Legrotaglie | 16 de abril | 21:30   |
| Libre: Defensores de Belgrano (Villa Ramallo) |           |                       |                            |             |         |

| Fecha 5                             | Fecha 5   | Fecha 5                     | Fecha 5                              | Fecha 5     | Fecha 5 |
| Local                               | Resultado | Visitante                   | Estadio                              | Fecha       | Hora    |
| ----------------------------------- | --------- | --------------------------- | ------------------------------------ | ----------- | ------- |
| Central Córdoba (SdE)               | 2 - 1     | Defensores de Belgrano (VR) | Alfredo Terrera                      | 22 de abril | 18:00   |
| Estudiantes (RC)                    | 2 - 1     | Gimnasia y Esgrima (M)      | Ciudad de Río Cuarto Antonio Candini | 22 de abril | 18:00   |
| Libre: Juventud Unida Universitario |           |                             |                                      |             |         |

| 1. |

## Reválida

### Primera etapa

#### Zona A

##### Tabla de posiciones final
| Pos. | Equipo                  | Pts. | PJ | PG | PE | PP | GF | GC | Dif. |
| ---- | ----------------------- | ---- | -- | -- | -- | -- | -- | -- | ---- |
| 01.º | Deportivo Madryn        | 17   | 8  | 5  | 2  | 1  | 10 | 5  | 5    |
| 02.º | Sansinena               | 14   | 8  | 4  | 2  | 2  | 9  | 7  | 2    |
| 03.º | Independiente (Neuquén) | 9    | 8  | 2  | 3  | 3  | 7  | 12 | −5   |
| 04.º | Rivadavia (Lincoln)     | 8    | 8  | 2  | 2  | 4  | 9  | 11 | −2   |
| 05.º | Cipolletti              | 7    | 8  | 2  | 1  | 5  | 9  | 9  | 0    |

|  | Clasificado a la Segunda etapa. |

##### Resultados
| Fecha 1                    | Fecha 1   | Fecha 1           | Fecha 1              | Fecha 1      | Fecha 1 |
| Local                      | Resultado | Visitante         | Estadio              | Fecha        | Hora    |
| -------------------------- | --------- | ----------------- | -------------------- | ------------ | ------- |
| Deportivo Madryn           | 1 - 1     | Independiente (N) | Abel Sastre          | 4 de febrero | 17:00   |
| Cipolletti                 | 0 - 1     | Sansinena         | La Visera de Cemento | 4 de febrero | 21:30   |
| Libre: Rivadavia (Lincoln) |           |                   |                      |              |         |

| Fecha 2                 | Fecha 2   | Fecha 2       | Fecha 2          | Fecha 2       | Fecha 2 |
| Local                   | Resultado | Visitante     | Estadio          | Fecha         | Hora    |
| ----------------------- | --------- | ------------- | ---------------- | ------------- | ------- |
| Independiente (N)       | 0 - 3     | Cipolletti    | La Nueva Caldera | 10 de febrero | 17:00   |
| Sansinena               | 0 - 3     | Rivadavia (L) | Luis Molina      | 11 de febrero | 17:25   |
| Libre: Deportivo Madryn |           |               |                  |               |         |

| Fecha 3          | Fecha 3   | Fecha 3           | Fecha 3              | Fecha 3       | Fecha 3 |
| Local            | Resultado | Visitante         | Estadio              | Fecha         | Hora    |
| ---------------- | --------- | ----------------- | -------------------- | ------------- | ------- |
| Cipolletti       | 0 - 1     | Deportivo Madryn  | La Visera de Cemento | 14 de febrero | 21:30   |
| Rivadavia (L)    | 4 - 0     | Independiente (N) | El Coliseo           | 15 de febrero | 21:00   |
| Libre: Sansinena |           |                   |                      |               |         |

| Fecha 4           | Fecha 4   | Fecha 4       | Fecha 4          | Fecha 4       | Fecha 4 |
| Local             | Resultado | Visitante     | Estadio          | Fecha         | Hora    |
| ----------------- | --------- | ------------- | ---------------- | ------------- | ------- |
| Deportivo Madryn  | 0 - 0     | Rivadavia (L) | Abel Sastre      | 19 de febrero | 17:00   |
| Independiente (N) | 1 - 1     | Sansinena     | La Nueva Caldera | 19 de febrero | 17:00   |
| Libre: Cipolletti |           |               |                  |               |         |

| Fecha 5                        | Fecha 5   | Fecha 5          | Fecha 5     | Fecha 5       | Fecha 5 |
| Local                          | Resultado | Visitante        | Estadio     | Fecha         | Hora    |
| ------------------------------ | --------- | ---------------- | ----------- | ------------- | ------- |
| Rivadavia (L)                  | 1 - 1     | Cipolletti       | El Coliseo  | 24 de febrero | 21:00   |
| Sansinena                      | 2 - 1     | Deportivo Madryn | Luis Molina | 25 de febrero | 17:00   |
| Libre: Independiente (Neuquén) |           |                  |             |               |         |

| Fecha 6                    | Fecha 6   | Fecha 6          | Fecha 6          | Fecha 6    | Fecha 6 |
| Local                      | Resultado | Visitante        | Estadio          | Fecha      | Hora    |
| -------------------------- | --------- | ---------------- | ---------------- | ---------- | ------- |
| Sansinena                  | 3 - 1     | Cipolletti       | Luis Molina      | 3 de marzo | 17:00   |
| Independiente (N)          | 1 - 2     | Deportivo Madryn | La Nueva Caldera | 3 de marzo | 17:00   |
| Libre: Rivadavia (Lincoln) |           |                  |                  |            |         |

| Fecha 7                 | Fecha 7   | Fecha 7           | Fecha 7              | Fecha 7    | Fecha 7 |
| Local                   | Resultado | Visitante         | Estadio              | Fecha      | Hora    |
| ----------------------- | --------- | ----------------- | -------------------- | ---------- | ------- |
| Cipolletti              | 0 - 1     | Independiente (N) | La Visera de Cemento | 6 de marzo | 21:30   |
| Rivadavia (L)           | 0 - 2     | Sansinena         | El Coliseo           | 7 de marzo | 20:30   |
| Libre: Deportivo Madryn |           |                   |                      |            |         |

| Fecha 8           | Fecha 8   | Fecha 8       | Fecha 8          | Fecha 8     | Fecha 8 |
| Local             | Resultado | Visitante     | Estadio          | Fecha       | Hora    |
| ----------------- | --------- | ------------- | ---------------- | ----------- | ------- |
| Deportivo Madryn  | 2 - 1     | Cipolletti    | Abel Sastre      | 11 de marzo | 17:00   |
| Independiente (N) | 3 - 1     | Rivadavia (L) | La Nueva Caldera | 11 de marzo | 17:00   |
| Libre: Sansinena  |           |               |                  |             |         |

| Fecha 9           | Fecha 9   | Fecha 9           | Fecha 9     | Fecha 9     | Fecha 9 |
| Local             | Resultado | Visitante         | Estadio     | Fecha       | Hora    |
| ----------------- | --------- | ----------------- | ----------- | ----------- | ------- |
| Sansinena         | 0 - 0     | Independiente (N) | Luis Molina | 18 de marzo | 16:30   |
| Rivadavia (L)     | 0 - 2     | Deportivo Madryn  | El Coliseo  | 18 de marzo | 16:30   |
| Libre: Cipolletti |           |                   |             |             |         |

| Fecha 10                       | Fecha 10  | Fecha 10      | Fecha 10    | Fecha 10    | Fecha 10 |
| Local                          | Resultado | Visitante     | Estadio     | Fecha       | Hora     |
| ------------------------------ | --------- | ------------- | ----------- | ----------- | -------- |
| Deportivo Madryn               | 1 - 0     | Sansinena     | Abel Sastre | 25 de marzo | 16:00    |
| Cipolletti                     | 3 - 0     | Rivadavia (L) | El Coliseo  | 25 de marzo | 16:30    |
| Libre: Independiente (Neuquén) |           |               |             |             |          |

#### Zona B

##### Tabla de posiciones final
| Pos. | Equipo               | Pts. | PJ | PG | PE | PP | GF | GC | Dif. |
| ---- | -------------------- | ---- | -- | -- | -- | -- | -- | -- | ---- |
| 01.º | Huracán Las Heras    | 19   | 10 | 5  | 4  | 1  | 15 | 7  | 8    |
| 02.º | Unión (Villa Krause) | 15   | 10 | 4  | 3  | 3  | 9  | 8  | 1    |
| 03.º | Deportivo Maipú      | 13   | 10 | 2  | 7  | 1  | 15 | 14 | 1    |
| 04.º | San Lorenzo de Alem  | 13   | 10 | 3  | 4  | 3  | 10 | 13 | −3   |
| 05.º | Unión Aconquija      | 10   | 10 | 2  | 4  | 4  | 9  | 13 | −4   |
| 06.º | Gutiérrez SC         | 8    | 10 | 2  | 2  | 6  | 11 | 14 | −3   |

|  | Clasificado a la Segunda etapa. |

##### Resultados
| Fecha 1             | Fecha 1   | Fecha 1           | Fecha 1                | Fecha 1      | Fecha 1 |
| Local               | Resultado | Visitante         | Estadio                | Fecha        | Hora    |
| ------------------- | --------- | ----------------- | ---------------------- | ------------ | ------- |
| Deportivo Maipú     | 3 - 2     | Unión (VK)        | Omar Higinio Sperdutti | 2 de febrero | 21:45   |
| Gutiérrez SC        | 0 - 1     | Huracán Las Heras | General Gutiérrez      | 4 de febrero | 17:00   |
| San Lorenzo de Alem | 0 - 0     | Unión Aconquija   | Malvinas Argentinas    | 4 de febrero | 21:00   |

| Fecha 2             | Fecha 2   | Fecha 2         | Fecha 2                | Fecha 2       | Fecha 2 |
| Local               | Resultado | Visitante       | Estadio                | Fecha         | Hora    |
| ------------------- | --------- | --------------- | ---------------------- | ------------- | ------- |
| San Lorenzo de Alem | 1 - 1     | Deportivo Maipú | Malvinas Argentinas    | 9 de febrero  | 21:00   |
| Unión Aconquija     | 1 - 0     | Gutiérrez SC    | Municipal de Aconquija | 10 de febrero | 17:00   |
| Huracán Las Heras   | 0 - 0     | Unión (VK)      | General San Martín     | 10 de febrero | 18:00   |

| Fecha 3         | Fecha 3   | Fecha 3             | Fecha 3                | Fecha 3       | Fecha 3 |
| Local           | Resultado | Visitante           | Estadio                | Fecha         | Hora    |
| --------------- | --------- | ------------------- | ---------------------- | ------------- | ------- |
| Deportivo Maipú | 2 - 2     | Huracán Las Heras   | Omar Higinio Sperdutti | 13 de febrero | 20:00   |
| Gutiérrez SC    | 4 - 1     | San Lorenzo de Alem | General Gutiérrez      | 14 de febrero | 17:30   |
| Unión (VK)      | 1 - 0     | Unión Aconquija     | 12 de Octubre          | 14 de febrero | 21:45   |

| Fecha 4             | Fecha 4   | Fecha 4           | Fecha 4                | Fecha 4       | Fecha 4 |
| Local               | Resultado | Visitante         | Estadio                | Fecha         | Hora    |
| ------------------- | --------- | ----------------- | ---------------------- | ------------- | ------- |
| Unión Aconquija     | 0 - 0     | Huracán Las Heras | Municipal de Aconquija | 18 de febrero | 17:00   |
| Gutiérrez SC        | 0 - 2     | Deportivo Maipú   | General Gutiérrez      | 18 de febrero | 17:30   |
| San Lorenzo de Alem | 1 - 1     | Unión (VK)        | Malvinas Argentinas    | 18 de febrero | 18:00   |

| Fecha 5           | Fecha 5   | Fecha 5             | Fecha 5                | Fecha 5       | Fecha 5 |
| Local             | Resultado | Visitante           | Estadio                | Fecha         | Hora    |
| ----------------- | --------- | ------------------- | ---------------------- | ------------- | ------- |
| Huracán Las Heras | 3 - 0     | San Lorenzo de Alem | General San Martín     | 25 de febrero | 17:30   |
| Unión (VK)        | 1 - 2     | Gutiérrez SC        | 12 de Octubre          | 25 de febrero | 20:30   |
| Deportivo Maipú   | 2 - 2     | Unión Aconquija     | Omar Higinio Sperdutti | 25 de febrero | 20:45   |

| Fecha 6           | Fecha 6   | Fecha 6             | Fecha 6                | Fecha 6    | Fecha 6 |
| Local             | Resultado | Visitante           | Estadio                | Fecha      | Hora    |
| ----------------- | --------- | ------------------- | ---------------------- | ---------- | ------- |
| Huracán Las Heras | 1 - 1     | Gutiérrez SC        | General San Martín     | 1 de marzo | 17:00   |
| Unión (VK)        | 0 - 0     | Deportivo Maipú     | 12 de Octubre          | 2 de marzo | 21:45   |
| Unión Aconquija   | 0 - 1     | San Lorenzo de Alem | Municipal de Aconquija | 3 de marzo | 17:00   |

| Fecha 7         | Fecha 7   | Fecha 7             | Fecha 7                | Fecha 7    | Fecha 7 |
| Local           | Resultado | Visitante           | Estadio                | Fecha      | Hora    |
| --------------- | --------- | ------------------- | ---------------------- | ---------- | ------- |
| Gutiérrez SC    | 3 - 4     | Unión Aconquija     | General Gutiérrez      | 7 de marzo | 17:30   |
| Deportivo Maipú | 2 - 2     | San Lorenzo de Alem | Omar Higinio Sperdutti | 7 de marzo | 21:30   |
| Unión (VK)      | 1 - 2     | Huracán Las Heras   | 12 de Octubre          | 7 de marzo | 21:45   |

| Fecha 8             | Fecha 8   | Fecha 8         | Fecha 8                | Fecha 8     | Fecha 8 |
| Local               | Resultado | Visitante       | Estadio                | Fecha       | Hora    |
| ------------------- | --------- | --------------- | ---------------------- | ----------- | ------- |
| Unión Aconquija     | 0 - 1     | Unión (VK)      | Municipal de Aconquija | 11 de marzo | 17:00   |
| Huracán Las Heras   | 2 - 0     | Deportivo Maipú | General San Martín     | 11 de marzo | 17:40   |
| San Lorenzo de Alem | 1 - 0     | Gutiérrez SC    | Malvinas Argentinas    | 11 de marzo | 18:00   |

| Fecha 9           | Fecha 9   | Fecha 9             | Fecha 9                | Fecha 9     | Fecha 9 |
| Local             | Resultado | Visitante           | Estadio                | Fecha       | Hora    |
| ----------------- | --------- | ------------------- | ---------------------- | ----------- | ------- |
| Huracán Las Heras | 3 - 0     | Unión Aconquija     | General San Martín     | 18 de marzo | 17:00   |
| Unión (VK)        | 1 - 0     | San Lorenzo de Alem | 12 de Octubre          | 18 de marzo | 17:00   |
| Deportivo Maipú   | 1 - 1     | Gutiérrez SC        | Omar Higinio Sperdutti | 18 de marzo | 17:45   |

| Fecha 10            | Fecha 10  | Fecha 10          | Fecha 10               | Fecha 10    | Fecha 10 |
| Local               | Resultado | Visitante         | Estadio                | Fecha       | Hora     |
| ------------------- | --------- | ----------------- | ---------------------- | ----------- | -------- |
| Unión Aconquija     | 2 - 2     | Deportivo Maipú   | Municipal de Aconquija | 24 de marzo | 16:30    |
| San Lorenzo de Alem | 3 - 1     | Huracán Las Heras | Malvinas Argentinas    | 25 de marzo | 16:30    |
| Gutiérrez SC        | 0 - 1     | Unión (VK)        | General Gutiérrez      | 25 de marzo | 16:30    |

#### Zona C

##### Tabla de posiciones final
| Pos. | Equipo                        | Pts. | PJ | PG | PE | PP | GF | GC | Dif. |
| ---- | ----------------------------- | ---- | -- | -- | -- | -- | -- | -- | ---- |
| 01.º | Atlético Paraná               | 18   | 10 | 5  | 3  | 2  | 15 | 9  | 6    |
| 02.º | Sportivo AC                   | 17   | 10 | 5  | 2  | 3  | 13 | 8  | 5    |
| 03.º | Defensores de Pronunciamiento | 13   | 10 | 3  | 4  | 3  | 12 | 12 | 0    |
| 04.º | Douglas Haig                  | 12   | 10 | 2  | 6  | 2  | 15 | 19 | −4   |
| 05.º | Libertad                      | 10   | 10 | 2  | 4  | 4  | 13 | 16 | −3   |
| 06.º | Gimnasia y Esgrima (CdU)      | 9    | 10 | 2  | 3  | 5  | 12 | 16 | −4   |

|  | Clasificado a la Segunda etapa. |

##### Resultados
| Fecha 1                       | Fecha 1   | Fecha 1                  | Fecha 1          | Fecha 1      | Fecha 1 |
| Local                         | Resultado | Visitante                | Estadio          | Fecha        | Hora    |
| ----------------------------- | --------- | ------------------------ | ---------------- | ------------ | ------- |
| Libertad (S)                  | 0 - 1     | Sportivo Las Parejas     | Dr. Plácido Tita | 4 de febrero | 18:00   |
| Defensores de Pronunciamiento | 4 - 1     | Douglas Haig             | Delio Cardozo    | 4 de febrero | 19:00   |
| Atlético Paraná               | 1 - 0     | Gimnasia y Esgrima (CdU) | Pedro Mutio      | 4 de febrero | 19:30   |

| Fecha 2                  | Fecha 2   | Fecha 2                       | Fecha 2              | Fecha 2       | Fecha 2 |
| Local                    | Resultado | Visitante                     | Estadio              | Fecha         | Hora    |
| ------------------------ | --------- | ----------------------------- | -------------------- | ------------- | ------- |
| Sportivo Las Parejas     | 2 - 2     | Douglas Haig                  | 4 de Septiembre      | 9 de febrero  | 20:30   |
| Atlético Paraná          | 1 - 0     | Defensores de Pronunciamiento | Pedro Mutio          | 10 de febrero | 19:30   |
| Gimnasia y Esgrima (CdU) | 2 - 2     | Libertad (S)                  | Manuel y Ramón Núñez | 10 de febrero | 21:00   |

| Fecha 3                       | Fecha 3   | Fecha 3                  | Fecha 3          | Fecha 3       | Fecha 3 |
| Local                         | Resultado | Visitante                | Estadio          | Fecha         | Hora    |
| ----------------------------- | --------- | ------------------------ | ---------------- | ------------- | ------- |
| Libertad (S)                  | 2 - 1     | Atlético Paraná          | Dr. Plácido Tita | 14 de febrero | 18:00   |
| Defensores de Pronunciamiento | 1 - 0     | Sportivo Las Parejas     | Delio Cardozo    | 14 de febrero | 21:00   |
| Douglas Haig                  | 4 - 2     | Gimnasia y Esgrima (CdU) | Miguel Morales   | 14 de febrero | 21:00   |

| Fecha 4                  | Fecha 4   | Fecha 4                       | Fecha 4              | Fecha 4       | Fecha 4 |
| Local                    | Resultado | Visitante                     | Estadio              | Fecha         | Hora    |
| ------------------------ | --------- | ----------------------------- | -------------------- | ------------- | ------- |
| Libertad (S)             | 1 - 1     | Defensores de Pronunciamiento | Dr. Plácido Tita     | 18 de febrero | 18:00   |
| Atlético Paraná          | 5 - 1     | Douglas Haig                  | Pedro Mutio          | 18 de febrero | 19:30   |
| Gimnasia y Esgrima (CdU) | 1 - 0     | Sportivo Las Parejas          | Manuel y Ramón Núñez | 18 de febrero | 20:20   |

| Fecha 5                       | Fecha 5   | Fecha 5                  | Fecha 5         | Fecha 5       | Fecha 5 |
| Local                         | Resultado | Visitante                | Estadio         | Fecha         | Hora    |
| ----------------------------- | --------- | ------------------------ | --------------- | ------------- | ------- |
| Douglas Haig                  | 2 - 2     | Libertad (S)             | Miguel Morales  | 25 de febrero | 18:30   |
| Sportivo Las Parejas          | 3 - 0     | Atlético Paraná          | 4 de Septiembre | 25 de febrero | 19:30   |
| Defensores de Pronunciamiento | 2 - 2     | Gimnasia y Esgrima (CdU) | Delio Cardozo   | 25 de febrero | 20:00   |

| Fecha 6                  | Fecha 6   | Fecha 6                       | Fecha 6              | Fecha 6    | Fecha 6 |
| Local                    | Resultado | Visitante                     | Estadio              | Fecha      | Hora    |
| ------------------------ | --------- | ----------------------------- | -------------------- | ---------- | ------- |
| Gimnasia y Esgrima (CdU) | 1 - 3     | Atlético Paraná               | Manuel y Ramón Núñez | 2 de marzo | 21:00   |
| Douglas Haig             | 1 - 1     | Defensores de Pronunciamiento | Miguel Morales       | 3 de marzo | 19:30   |
| Sportivo Las Parejas     | 2 - 1     | Libertad (S)                  | 4 de Septiembre      | 3 de marzo | 19:40   |

| Fecha 7                       | Fecha 7   | Fecha 7                  | Fecha 7          | Fecha 7    | Fecha 7 |
| Local                         | Resultado | Visitante                | Estadio          | Fecha      | Hora    |
| ----------------------------- | --------- | ------------------------ | ---------------- | ---------- | ------- |
| Libertad (S)                  | 2 - 1     | Gimnasia y Esgrima (CdU) | Dr. Plácido Tita | 7 de marzo | 18:00   |
| Defensores de Pronunciamiento | 0 - 0     | Atlético Paraná          | Delio Cardozo    | 7 de marzo | 21:00   |
| Douglas Haig                  | 1 - 0     | Sportivo Las Parejas     | Miguel Morales   | 7 de marzo | 21:00   |

| Fecha 8                  | Fecha 8   | Fecha 8                       | Fecha 8              | Fecha 8     | Fecha 8 |
| Local                    | Resultado | Visitante                     | Estadio              | Fecha       | Hora    |
| ------------------------ | --------- | ----------------------------- | -------------------- | ----------- | ------- |
| Atlético Paraná          | 2 - 0     | Libertad (S)                  | Pedro Mutio          | 11 de marzo | 19:30   |
| Sportivo Las Parejas     | 2 - 1     | Defensores de Pronunciamiento | 4 de Septiembre      | 11 de marzo | 19:30   |
| Gimnasia y Esgrima (CdU) | 0 - 0     | Douglas Haig                  | Manuel y Ramón Núñez | 11 de marzo | 20:00   |

| Fecha 9                       | Fecha 9   | Fecha 9                  | Fecha 9         | Fecha 9     | Fecha 9 |
| Local                         | Resultado | Visitante                | Estadio         | Fecha       | Hora    |
| ----------------------------- | --------- | ------------------------ | --------------- | ----------- | ------- |
| Defensores de Pronunciamiento | 2 - 1     | Libertad (S)             | Delio Cardozo   | 16 de marzo | 21:00   |
| Douglas Haig                  | 1 - 1     | Atlético Paraná          | Miguel Morales  | 18 de marzo | 15:30   |
| Sportivo Las Parejas          | 2 - 0     | Gimnasia y Esgrima (CdU) | 4 de Septiembre | 18 de marzo | 18:00   |

| Fecha 10                 | Fecha 10  | Fecha 10                      | Fecha 10             | Fecha 10    | Fecha 10 |
| Local                    | Resultado | Visitante                     | Estadio              | Fecha       | Hora     |
| ------------------------ | --------- | ----------------------------- | -------------------- | ----------- | -------- |
| Libertad (S)             | 2 - 2     | Douglas Haig                  | Dr. Plácido Tita     | 23 de marzo | 21:00    |
| Gimnasia y Esgrima (CdU) | 3 - 0     | Defensores de Pronunciamiento | Manuel y Ramón Núñez | 25 de marzo | 16:30    |
| Atlético Paraná          | 1 - 1     | Sportivo Las Parejas          | Pedro Mutio          | 25 de marzo | 19:30    |

#### Zona D

##### Tabla de posiciones final
| Pos. | Equipo                 | Pts. | PJ | PG | PE | PP | GF | GC | Dif. |
| ---- | ---------------------- | ---- | -- | -- | -- | -- | -- | -- | ---- |
| 01.º | San Jorge (Tucumán)    | 19   | 10 | 5  | 4  | 1  | 14 | 9  | 5    |
| 02.º | Sportivo Patria        | 14   | 10 | 3  | 5  | 2  | 18 | 14 | 4    |
| 03.º | Deportivo Mandiyú      | 14   | 10 | 3  | 5  | 2  | 10 | 10 | 0    |
| 04.º | Juventud Antoniana     | 12   | 10 | 3  | 3  | 4  | 12 | 12 | 0    |
| 05.º | Altos Hornos Zapla     | 9    | 10 | 1  | 6  | 3  | 8  | 11 | −3   |
| 06.º | Guaraní Antonio Franco | 8    | 10 | 1  | 5  | 4  | 10 | 16 | −6   |

|  | Clasificado a la Segunda etapa. |

##### Resultados
| Fecha 1            | Fecha 1   | Fecha 1                | Fecha 1                   | Fecha 1      | Fecha 1 |
| Local              | Resultado | Visitante              | Estadio                   | Fecha        | Hora    |
| ------------------ | --------- | ---------------------- | ------------------------- | ------------ | ------- |
| San Jorge (T)      | 2 - 3     | Sportivo Patria        | Ángel Pascual Sáez        | 3 de febrero | 17:40   |
| Deportivo Mandiyú  | 0 - 0     | Altos Hornos Zapla     | José Antonio Romero Feris | 4 de febrero | 17:00   |
| Juventud Antoniana | 1 - 0     | Guaraní Antonio Franco | Fray Honorato Pistoia     | 4 de febrero | 17:00   |

| Fecha 2                | Fecha 2   | Fecha 2            | Fecha 2                           | Fecha 2       | Fecha 2 |
| Local                  | Resultado | Visitante          | Estadio                           | Fecha         | Hora    |
| ---------------------- | --------- | ------------------ | --------------------------------- | ------------- | ------- |
| Sportivo Patria        | 1 - 2     | Juventud Antoniana | Antonio Romero                    | 11 de febrero | 17:00   |
| San Jorge (T)          | 1 - 1     | Deportivo Mandiyú  | Ángel Pascual Sáez                | 11 de febrero | 17:30   |
| Guaraní Antonio Franco | 0 - 0     | Altos Hornos Zapla | Clemente A. Fernández de Oliveira | 11 de febrero | 20:00   |

| Fecha 3            | Fecha 3   | Fecha 3                | Fecha 3                   | Fecha 3       | Fecha 3 |
| Local              | Resultado | Visitante              | Estadio                   | Fecha         | Hora    |
| ------------------ | --------- | ---------------------- | ------------------------- | ------------- | ------- |
| Deportivo Mandiyú  | 0 - 0     | Guaraní Antonio Franco | José Antonio Romero Feris | 15 de febrero | 17:00   |
| Altos Hornos Zapla | 2 - 1     | Sportivo Patria        | Emilio Fabrizzi           | 15 de febrero | 22:00   |
| Juventud Antoniana | 1 - 2     | San Jorge (T)          | Fray Honorato Pistoia     | 15 de febrero | 22:00   |

| Fecha 4            | Fecha 4   | Fecha 4                | Fecha 4               | Fecha 4       | Fecha 4 |
| Local              | Resultado | Visitante              | Estadio               | Fecha         | Hora    |
| ------------------ | --------- | ---------------------- | --------------------- | ------------- | ------- |
| Juventud Antoniana | 0 - 2     | Deportivo Mandiyú      | Fray Honorato Pistoia | 18 de febrero | 17:00   |
| Sportivo Patria    | 2 - 2     | Guaraní Antonio Franco | Antonio Romero        | 18 de febrero | 17:00   |
| San Jorge (T)      | 2 - 0     | Altos Hornos Zapla     | Ángel Pascual Sáez    | 18 de febrero | 17:30   |

| Fecha 5                | Fecha 5   | Fecha 5            | Fecha 5                           | Fecha 5       | Fecha 5 |
| Local                  | Resultado | Visitante          | Estadio                           | Fecha         | Hora    |
| ---------------------- | --------- | ------------------ | --------------------------------- | ------------- | ------- |
| Deportivo Mandiyú      | 1 - 1     | Sportivo Patria    | José Antonio Romero Feris         | 24 de febrero | 17:00   |
| Altos Hornos Zapla     | 2 - 2     | Juventud Antoniana | Emilio Fabrizzi                   | 25 de febrero | 17:00   |
| Guaraní Antonio Franco | 2 - 3     | San Jorge (T)      | Clemente A. Fernández de Oliveira | 25 de febrero | 19:00   |

| Fecha 6                | Fecha 6   | Fecha 6            | Fecha 6                           | Fecha 6    | Fecha 6 |
| Local                  | Resultado | Visitante          | Estadio                           | Fecha      | Hora    |
| ---------------------- | --------- | ------------------ | --------------------------------- | ---------- | ------- |
| Altos Hornos Zapla     | 0 - 0     | Deportivo Mandiyú  | Emilio Fabrizzi                   | 2 de marzo | 22:00   |
| Sportivo Patria        | 2 - 2     | San Jorge (T)      | Antonio Romero                    | 3 de marzo | 17:00   |
| Guaraní Antonio Franco | 1 - 4     | Juventud Antoniana | Clemente A. Fernández de Oliveira | 3 de marzo | 21:00   |

| Fecha 7            | Fecha 7   | Fecha 7                | Fecha 7                   | Fecha 7    | Fecha 7 |
| Local              | Resultado | Visitante              | Estadio                   | Fecha      | Hora    |
| ------------------ | --------- | ---------------------- | ------------------------- | ---------- | ------- |
| Deportivo Mandiyú  | 0 - 1     | San Jorge (T)          | José Antonio Romero Feris | 7 de marzo | 17:00   |
| Juventud Antoniana | 1 - 2     | Sportivo Patria        | Fray Honorato Pistoia     | 7 de marzo | 22:00   |
| Altos Hornos Zapla | 2 - 3     | Guaraní Antonio Franco | Emilio Fabrizzi           | 7 de marzo | 22:00   |

| Fecha 8                | Fecha 8   | Fecha 8            | Fecha 8                           | Fecha 8     | Fecha 8 |
| Local                  | Resultado | Visitante          | Estadio                           | Fecha       | Hora    |
| ---------------------- | --------- | ------------------ | --------------------------------- | ----------- | ------- |
| San Jorge (T)          | 0 - 0     | Juventud Antoniana | Ángel Pascual Sáez                | 11 de marzo | 17:00   |
| Sportivo Patria        | 1 - 1     | Altos Hornos Zapla | Antonio Romero                    | 11 de marzo | 17:00   |
| Guaraní Antonio Franco | 2 - 4     | Deportivo Mandiyú  | Clemente A. Fernández de Oliveira | 11 de marzo | 19:00   |

| Fecha 9                | Fecha 9   | Fecha 9            | Fecha 9                           | Fecha 9     | Fecha 9 |
| Local                  | Resultado | Visitante          | Estadio                           | Fecha       | Hora    |
| ---------------------- | --------- | ------------------ | --------------------------------- | ----------- | ------- |
| Deportivo Mandiyú      | 1 - 0     | Juventud Antoniana | José Antonio Romero Feris         | 18 de marzo | 16:00   |
| Altos Hornos Zapla     | 0 - 1     | San Jorge (T)      | Emilio Fabrizzi                   | 18 de marzo | 17:00   |
| Guaraní Antonio Franco | 0 - 0     | Sportivo Patria    | Clemente A. Fernández de Oliveira | 18 de marzo | 19:30   |

| Fecha 10           | Fecha 10  | Fecha 10               | Fecha 10              | Fecha 10    | Fecha 10 |
| Local              | Resultado | Visitante              | Estadio               | Fecha       | Hora     |
| ------------------ | --------- | ---------------------- | --------------------- | ----------- | -------- |
| Juventud Antoniana | 1 - 1     | Altos Hornos Zapla     | Fray Honorato Pistoia | 22 de marzo | 17:00    |
| San Jorge (T)      | 0 - 0     | Guaraní Antonio Franco | Ángel Pascual Sáez    | 24 de marzo | 17:05    |
| Sportivo Patria    | 5 - 1     | Deportivo Mandiyú      | Antonio Romero        | 25 de marzo | 16:30    |

### Segunda etapa

#### Tabla de ordenamiento
Los equipos provenientes de la Segunda fase se ordenaron según la posición y el puntaje obtenido y los de la Primera etapa de la Reválida acorde con el promedio de puntos y el desempeño.
| Orden | Equipo                            | Pos. | Prom. | Ptos | J  | G | E | P | GF | GC | DG |
| ----- | --------------------------------- | ---- | ----- | ---- | -- | - | - | - | -- | -- | -- |
| 1     | Sportivo Belgrano                 | 4.º  | —     | 10   | 7  | 3 | 1 | 3 | 8  | 7  | 1  |
| 2     | Alvarado                          | 4.º  | —     | 10   | 7  | 3 | 1 | 3 | 8  | 8  | 0  |
| 3     | Crucero del Norte                 | 5.º  | —     | 10   | 7  | 3 | 1 | 3 | 7  | 6  | 1  |
| 4     | Deportivo Roca                    | 5.º  | —     | 9    | 7  | 3 | 0 | 4 | 12 | 14 | -2 |
| 5     | Sarmiento (Resistencia)           | 6.º  | —     | 9    | 7  | 2 | 3 | 2 | 5  | 9  | -4 |
| 6     | Desamparados                      | 6.º  | —     | 8    | 7  | 2 | 2 | 3 | 4  | 6  | -2 |
| 7     | Chaco For Ever                    | 7.º  | —     | 6    | 7  | 2 | 0 | 5 | 5  | 8  | -3 |
| 8     | Villa Mitre                       | 7.º  | —     | 5    | 7  | 1 | 2 | 4 | 4  | 6  | -2 |
| 9     | Gimnasia y Tiro (Salta)           | 8.º  | —     | 6    | 7  | 1 | 3 | 3 | 7  | 14 | -7 |
| 10    | Ferro Carril Oeste (General Pico) | 8.º  | —     | 5    | 7  | 1 | 2 | 4 | 5  | 11 | -6 |
| 11    | Deportivo Madryn                  | —    | 2,125 | 17   | 8  | 5 | 2 | 1 | 8  | 7  | 1  |
| 12    | Huracán Las Heras                 | —    | 1,900 | 19   | 10 | 5 | 4 | 1 | 15 | 7  | 8  |
| 13    | San Jorge (Tucumán)               | —    | 1,900 | 19   | 10 | 5 | 4 | 1 | 14 | 9  | 5  |
| 14    | Atlético Paraná                   | —    | 1,800 | 18   | 10 | 5 | 3 | 2 | 15 | 9  | 6  |

|  | Clasificados en la Segunda fase.  |
|  | Clasificados en la Primera etapa. |

#### Enfrentamientos
| Llave | Equipo 1                | Global        | Equipo 2                          |
| ----- | ----------------------- | ------------- | --------------------------------- |
| 1     | Sportivo Belgrano       | 5 - 3         | Atlético Paraná                   |
| 2     | Alvarado                | (4) 1 - 1 (2) | San Jorge (Tucumán)               |
| 3     | Crucero del Norte       | 2 - 1         | Huracán Las Heras                 |
| 4     | Deportivo Roca          | 1 - 2         | Deportivo Madryn                  |
| 5     | Sarmiento (Resistencia) | 2 - 0         | Ferro Carril Oeste (General Pico) |
| 6     | Desamparados            | (3) 1 - 1 (4) | Gimnasia y Tiro (Salta)           |
| 7     | Chaco For Ever          | 2 - 0         | Villa Mitre                       |

|  | Clasificado a la Tercera etapa. |

#### Resultados
| Partidos de ida         | Partidos de ida | Partidos de ida   | Partidos de ida        | Partidos de ida | Partidos de ida |
| Local                   | Resultado       | Visitante         | Estadio                | Fecha           | Hora            |
| ----------------------- | --------------- | ----------------- | ---------------------- | --------------- | --------------- |
| San Jorge (T)           | 1 - 1           | Alvarado          | Monumental José Fierro | 31 de marzo     | 16:00           |
| Ferro Carril Oeste (GP) | 0 - 2           | Sarmiento (R)     | El Coloso              | 1 de abril      | 15:30           |
| Villa Mitre             | 0 - 0           | Chaco For Ever    | El Fortín              | 1 de abril      | 16:00           |
| Deportivo Madryn        | 1 - 0           | Deportivo Roca    | Abel Sastre            | 1 de abril      | 16:00           |
| Huracán Las Heras       | 1 - 0           | Crucero del Norte | General San Martín     | 1 de abril      | 16:30           |
| Atlético Paraná         | 1 - 1           | Sportivo Belgrano | Pedro Mutio            | 1 de abril      | 19:30           |
| Gimnasia y Tiro (S)     | 1 - 0           | Desamparados      | Gigante del Norte      | 1 de abril      | 20:30           |

| Partidos de vuelta | Partidos de vuelta | Partidos de vuelta      | Partidos de vuelta          | Partidos de vuelta | Partidos de vuelta |
| Local              | Resultado          | Visitante               | Estadio                     | Fecha              | Hora               |
| ------------------ | ------------------ | ----------------------- | --------------------------- | ------------------ | ------------------ |
| Crucero del Norte  | 2 - 0              | Huracán Las Heras       | Comandante Andrés Guacurarí | 8 de abril         | 15:00              |
| Deportivo Roca     | 1 - 1              | Deportivo Madryn        | Luis Maiolino               | 8 de abril         | 16:00              |
| Chaco For Ever     | 2 - 0              | Villa Mitre             | Juan Alberto García         | 8 de abril         | 16:30              |
| Alvarado           | 0 - 0              | San Jorge (T)           | José María Minella          | 8 de abril         | 17:00              |
| Sarmiento (R)      | 0 - 0              | Ferro Carril Oeste (GP) | Centenario                  | 8 de abril         | 19:00              |
| Sportivo Belgrano  | 4 - 2              | Atlético Paraná         | Oscar C. Boero              | 8 de abril         | 19:15              |
| Desamparados       | 1 - 0              | Gimnasia y Tiro (S)     | El Serpentario              | 8 de abril         | 19:30              |

### Tercera etapa

#### Tabla de ordenamiento
Se agregó el equipo que terminó tercero en su zona de la Segunda fase y no clasificó al pentagonal, que ocupó el primer lugar.
| Orden | Equipo                  | Pos. | Prom. | Ptos | J | G | E | P | GF | GC | DG |
| ----- | ----------------------- | ---- | ----- | ---- | - | - | - | - | -- | -- | -- |
| 1     | Unión (Sunchales)       | 3.º  | —     | 10   | 7 | 3 | 1 | 3 | 9  | 8  | 1  |
| 2     | Sportivo Belgrano       | 4.º  | —     | 10   | 7 | 3 | 1 | 3 | 8  | 7  | 1  |
| 3     | Alvarado                | 4.º  | —     | 10   | 7 | 3 | 1 | 3 | 8  | 8  | 0  |
| 4     | Crucero del Norte       | 5.º  | —     | 10   | 7 | 3 | 1 | 3 | 7  | 6  | 1  |
| 5     | Sarmiento (Resistencia) | 6.º  | —     | 9    | 7 | 2 | 3 | 2 | 5  | 9  | -4 |
| 6     | Chaco For Ever          | 7.º  | —     | 6    | 7 | 2 | 0 | 5 | 5  | 8  | -3 |
| 7     | Gimnasia y Tiro (Salta) | 8.º  | —     | 6    | 7 | 1 | 3 | 3 | 7  | 14 | -7 |
| 8     | Deportivo Madryn        | —    | 2,125 | 17   | 8 | 5 | 2 | 1 | 8  | 7  | 1  |

|  | Clasificados en la Segunda fase. |
|  | Clasificado en la Segunda etapa. |

#### Enfrentamientos
| Llave | Equipo 1          | Global        | Equipo 2                |
| ----- | ----------------- | ------------- | ----------------------- |
| 1     | Unión (Sunchales) | 1 - 3         | Deportivo Madryn        |
| 2     | Sportivo Belgrano | (4) 3 - 3 (2) | Gimnasia y Tiro (Salta) |
| 3     | Alvarado          | 4 - 3         | Chaco For Ever          |
| 4     | Crucero del Norte | 1 - 0         | Sarmiento (Resistencia) |

|  | Clasificado a la Cuarta etapa. |

#### Resultados
| Partidos de ida     | Partidos de ida | Partidos de ida   | Partidos de ida     | Partidos de ida | Partidos de ida |
| Local               | Resultado       | Visitante         | Estadio             | Fecha           | Hora            |
| ------------------- | --------------- | ----------------- | ------------------- | --------------- | --------------- |
| Deportivo Madryn    | 2 - 0           | Unión (S)         | Abel Sastre         | 15 de abril     | 16:00           |
| Chaco For Ever      | 2 - 1           | Alvarado          | Juan Alberto García | 15 de abril     | 16:45           |
| Gimnasia y Tiro (S) | 2 - 1           | Sportivo Belgrano | Gigante del Norte   | 15 de abril     | 17:30           |
| Sarmiento (R)       | 0 - 1           | Crucero del Norte | Centenario          | 15 de abril     | 19:00           |

| Partidos de vuelta | Partidos de vuelta | Partidos de vuelta  | Partidos de vuelta          | Partidos de vuelta | Partidos de vuelta |
| Local              | Resultado          | Visitante           | Estadio                     | Fecha              | Hora               |
| ------------------ | ------------------ | ------------------- | --------------------------- | ------------------ | ------------------ |
| Crucero del Norte  | 0 - 0              | Sarmiento (R)       | Comandante Andrés Guacurarí | 22 de abril        | 15:00              |
| Unión (S)          | 1 - 1              | Deportivo Madryn    | De la Avenida               | 22 de abril        | 16:00              |
| Alvarado           | 3 - 1              | Chaco For Ever      | José María Minella          | 22 de abril        | 17:00              |
| Sportivo Belgrano  | 2 - 1              | Gimnasia y Tiro (S) | Oscar C. Boero              | 22 de abril        | 19:25              |

### Tabla de ordenamiento
Esta tabla se utilizó en las tres últimas etapas.
Los equipos provenientes de la Tercera fase ocuparon las 4 primeras posiciones de acuerdo con la sumatoria de los puntos obtenidos en la Segunda y Tercera fase. Los provenientes de la Tercera etapa ocuparon las últimas posiciones, manteniendo el ordenamiento utilizado anteriormente.
| Orden | Equipo                                 | Pos. | Prom. | Ptos | J  | G | E | P | GF | GC | DG |
| ----- | -------------------------------------- | ---- | ----- | ---- | -- | - | - | - | -- | -- | -- |
| 1     | Gimnasia y Esgrima (Mendoza)           | 1.º  | —     | 21   | 11 | 6 | 3 | 2 | 18 | 11 | 7  |
| 2     | Estudiantes (Río Cuarto)               | 2.º  | —     | 18   | 11 | 6 | 0 | 5 | 15 | 12 | 3  |
| 3     | Defensores de Belgrano (Villa Ramallo) | 3.º  | —     | 17   | 11 | 5 | 2 | 4 | 14 | 8  | 6  |
| 4     | Juventud Unida Universitario           | 4.º  | —     | 17   | 11 | 5 | 2 | 4 | 13 | 14 | -1 |
| 5     | Sportivo Belgrano                      | 4.º  | —     | 10   | 7  | 3 | 1 | 3 | 8  | 7  | 1  |
| 6     | Alvarado                               | 4.º  | —     | 10   | 7  | 3 | 1 | 3 | 8  | 8  | 0  |
| 7     | Crucero del Norte                      | 5.º  | —     | 10   | 7  | 3 | 1 | 3 | 7  | 6  | 1  |
| 8     | Deportivo Madryn                       | —    | 2,125 | 17   | 8  | 5 | 2 | 1 | 8  | 7  | 1  |

|  | Clasificados en la Tercera fase.  |
|  | Clasificados en la Tercera etapa. |

### Cuadro de desarrollo
|  | Cuarta etapa            | Cuarta etapa                 | Cuarta etapa            | Cuarta etapa                | Cuarta etapa            |   |       | Quinta etapa           | Quinta etapa    | Quinta etapa    | Quinta etapa    | Quinta etapa    |  |   | Sexta etapa            | Sexta etapa     | Sexta etapa     | Sexta etapa     | Sexta etapa     |  |
|  | 29 de abril y 5 de mayo | 29 de abril y 5 de mayo      | 29 de abril y 5 de mayo | 29 de abril y 5 de mayo     | 29 de abril y 5 de mayo |   |       | 9 al 14 de mayo        | 9 al 14 de mayo | 9 al 14 de mayo | 9 al 14 de mayo | 9 al 14 de mayo |  |   | 20 y 27 de mayo        | 20 y 27 de mayo | 20 y 27 de mayo | 20 y 27 de mayo | 20 y 27 de mayo |  |
|  |                         |                              |                         |                             |                         |   |       |                        |                 |                 |                 |                 |  |   |                        |                 |                 |                 |                 |  |
|  |                         |                              |                         |                             |                         |   |       |                        |                 |                 |                 |                 |  |   |                        |                 |                 |                 |                 |  |
|  | 1                       | Gimnasia y Esgrima (M)       | 2                       | 3                           | 5                       |   |       |                        |                 |                 |                 |                 |  |   |                        |                 |                 |                 |                 |  |
|  | 1                       | Gimnasia y Esgrima (M)       | 2                       | 3                           | 5                       |   |       |                        |                 |                 |                 |                 |  |   |                        |                 |                 |                 |                 |  |
|  | 8                       | Deportivo Madryn             | 4                       | 0                           | 4                       |   |       |                        |                 |                 |                 |                 |  |   |                        |                 |                 |                 |                 |  |
|  | 8                       | Deportivo Madryn             | 4                       | 0                           | 4                       |   | 1     | Gimnasia y Esgrima (M) | 1               | 1               | 2               |                 |  |   |                        |                 |                 |                 |                 |  |
|  |                         |                              |                         |                             |                         |   | 1     | Gimnasia y Esgrima (M) | 1               | 1               | 2               |                 |  |   |                        |                 |                 |                 |                 |  |
|  |                         |                              | 4                       | Sportivo Belgrano           | 0                       | 0 | 0     |                        |                 |                 |                 |                 |  |   |                        |                 |                 |                 |                 |  |
|  | 4                       | Juventud Unida Universitario | 4                       | Sportivo Belgrano           | 0                       | 0 | 0     | 2                      | 1               | 3               |                 |                 |  |   |                        |                 |                 |                 |                 |  |
|  | 4                       | Juventud Unida Universitario |                         |                             |                         |   |       |                        |                 | 3               |                 |                 |  |   |                        |                 |                 |                 |                 |  |
|  | 5                       | Sportivo Belgrano            | 2                       | 2                           | 4                       |   |       |                        |                 |                 |                 |                 |  |   |                        |                 |                 |                 |                 |  |
|  | 5                       | Sportivo Belgrano            | 2                       | 2                           | 4                       |   |       |                        |                 |                 |                 |                 |  | 1 | Gimnasia y Esgrima (M) | 0               | 1               | 1               |                 |  |
|  |                         |                              |                         |                             |                         |   |       |                        |                 |                 |                 |                 |  | 1 | Gimnasia y Esgrima (M) | 0               | 1               | 1               |                 |  |
|  |                         |                              | 2                       | Defensores de Belgrano (VR) | 0                       | 0 | 0     |                        |                 |                 |                 |                 |  |   |                        |                 |                 |                 |                 |  |
|  | 2                       | Estudiantes (RC)             | 2                       | Defensores de Belgrano (VR) | 0                       | 0 | 0     | 0                      | 0               | 0 (5)           |                 |                 |  |   |                        |                 |                 |                 |                 |  |
|  | 2                       | Estudiantes (RC)             |                         |                             |                         |   |       |                        |                 | 0 (5)           |                 |                 |  |   |                        |                 |                 |                 |                 |  |
|  | 7                       | Crucero del Norte            | 0                       | 0                           | 0 (3)                   |   |       |                        |                 |                 |                 |                 |  |   |                        |                 |                 |                 |                 |  |
|  | 7                       | Crucero del Norte            | 0                       | 0                           | 0 (3)                   |   | 2     | Estudiantes (RC)       | 1               | 1               | 2 (3)           |                 |  |   |                        |                 |                 |                 |                 |  |
|  |                         |                              |                         |                             |                         |   | 2     | Estudiantes (RC)       | 1               | 1               | 2 (3)           |                 |  |   |                        |                 |                 |                 |                 |  |
|  |                         |                              | 3                       | Defensores de Belgrano (VR) | 1                       | 1 | 2 (4) |                        |                 |                 |                 |                 |  |   |                        |                 |                 |                 |                 |  |
|  | 3                       | Defensores de Belgrano (VR)  | 3                       | Defensores de Belgrano (VR) | 1                       | 1 | 2 (4) | 0                      | 0               | 0 (4)           |                 |                 |  |   |                        |                 |                 |                 |                 |  |
|  | 3                       | Defensores de Belgrano (VR)  |                         |                             |                         |   |       |                        |                 | 0 (4)           |                 |                 |  |   |                        |                 |                 |                 |                 |  |
|  | 6                       | Alvarado                     | 0                       | 0                           | 0 (3)                   |   |       |                        |                 |                 |                 |                 |  |   |                        |                 |                 |                 |                 |  |
|  | 6                       | Alvarado                     | 0                       | 0                           | 0 (3)                   |   |       |                        |                 |                 |                 |                 |  |   |                        |                 |                 |                 |                 |  |
|  |                         |                              |                         |                             |                         |   |       |                        |                 |                 |                 |                 |  |   |                        |                 |                 |                 |                 |  |

- Nota: El equipo con menor numeración fue local en el partido de vuelta.

### Cuarta etapa
Está integrada por los 4 equipos clasificados en la Tercera etapa y los 4 provenientes de la Tercera fase.

#### Enfrentamientos
| Llave | Equipo 1                               | Global        | Equipo 2          |
| ----- | -------------------------------------- | ------------- | ----------------- |
| 1     | Gimnasia y Esgrima (Mendoza)           | 5 - 4         | Deportivo Madryn  |
| 2     | Estudiantes (Río Cuarto)               | (5) 0 - 0 (3) | Crucero del Norte |
| 3     | Defensores de Belgrano (Villa Ramallo) | (4) 0 - 0 (3) | Alvarado          |
| 4     | Juventud Unida Universitario           | 3 - 4         | Sportivo Belgrano |

|  | Clasificado a la Quinta etapa. |

#### Resultados
| Partidos de ida   | Partidos de ida | Partidos de ida             | Partidos de ida             | Partidos de ida | Partidos de ida |
| Local             | Resultado       | Visitante                   | Estadio                     | Fecha           | Hora            |
| ----------------- | --------------- | --------------------------- | --------------------------- | --------------- | --------------- |
| Crucero del Norte | 0 - 0           | Estudiantes (RC)            | Comandante Andrés Guacurarí | 29 de abril     | 15:00           |
| Deportivo Madryn  | 4 - 2           | Gimnasia y Esgrima (M)      | Abel Sastre                 | 29 de abril     | 16:00           |
| Alvarado          | 0 - 0           | Defensores de Belgrano (VR) | José María Minella          | 29 de abril     | 17:00           |
| Sportivo Belgrano | 2 - 2           | Juventud U. U.              | Oscar C. Boero              | 29 de abril     | 19:15           |

| Partidos de vuelta          | Partidos de vuelta | Partidos de vuelta | Partidos de vuelta                   | Partidos de vuelta | Partidos de vuelta |
| Local                       | Resultado          | Visitante          | Estadio                              | Fecha              | Hora               |
| --------------------------- | ------------------ | ------------------ | ------------------------------------ | ------------------ | ------------------ |
| Defensores de Belgrano (VR) | 0 - 0              | Alvarado           | Salomón Boeseldín                    | 5 de mayo          | 16:00              |
| Juventud U. U.              | 1 - 2              | Sportivo Belgrano  | Mario Sebastián Diez                 | 5 de mayo          | 16:00              |
| Estudiantes (RC)            | 0 - 0              | Crucero del Norte  | Ciudad de Río Cuarto Antonio Candini | 5 de mayo          | 20:30              |
| Gimnasia y Esgrima (M)      | 3 - 0              | Deportivo Madryn   | Víctor Antonio Legrotaglie           | 5 de mayo          | 21:00              |

### Quinta etapa

#### Enfrentamientos
| Llave | Equipo 1                     | Global        | Equipo 2                               |
| ----- | ---------------------------- | ------------- | -------------------------------------- |
| 1     | Gimnasia y Esgrima (Mendoza) | 2 - 0         | Sportivo Belgrano                      |
| 2     | Estudiantes (Río Cuarto)     | (3) 2 - 2 (4) | Defensores de Belgrano (Villa Ramallo) |

|  | Clasificado a la Sexta etapa. |

#### Resultados
| Partidos de ida             | Partidos de ida | Partidos de ida        | Partidos de ida   | Partidos de ida | Partidos de ida |
| Local                       | Resultado       | Visitante              | Estadio           | Fecha           | Hora            |
| --------------------------- | --------------- | ---------------------- | ----------------- | --------------- | --------------- |
| Defensores de Belgrano (VR) | 1 - 1           | Estudiantes (RC)       | Salomón Boeseldín | 9 de mayo       | 20:30           |
| Sportivo Belgrano           | 0 - 1           | Gimnasia y Esgrima (M) | Oscar C. Boero    | 9 de mayo       | 21:00           |

| Partidos de vuelta     | Partidos de vuelta | Partidos de vuelta          | Partidos de vuelta                   | Partidos de vuelta | Partidos de vuelta |
| Local                  | Resultado          | Visitante                   | Estadio                              | Fecha              | Hora               |
| ---------------------- | ------------------ | --------------------------- | ------------------------------------ | ------------------ | ------------------ |
| Estudiantes (RC)       | 1 - 1              | Defensores de Belgrano (VR) | Ciudad de Río Cuarto Antonio Candini | 13 de mayo         | 16:30              |
| Gimnasia y Esgrima (M) | 1 - 0              | Sportivo Belgrano           | Víctor Antonio Legrotaglie           | 14 de mayo         | 21:00              |

### Sexta etapa

#### Enfrentamiento
| Equipo 1                     | Global | Equipo 2                               |
| ---------------------------- | ------ | -------------------------------------- |
| Gimnasia y Esgrima (Mendoza) | 1 - 0  | Defensores de Belgrano (Villa Ramallo) |

|  | Ascendió a la Primera B Nacional. |

#### Resultados
| Partido de ida              | Partido de ida | Partido de ida         | Partido de ida    | Partido de ida | Partido de ida |
| Local                       | Resultado      | Visitante              | Estadio           | Fecha          | Hora           |
| --------------------------- | -------------- | ---------------------- | ----------------- | -------------- | -------------- |
| Defensores de Belgrano (VR) | 0 - 0          | Gimnasia y Esgrima (M) | Salomón Boeseldín | 20 de mayo     | 16:00          |

| Partido de vuelta      | Partido de vuelta | Partido de vuelta           | Partido de vuelta          | Partido de vuelta | Partido de vuelta |
| Local                  | Resultado         | Visitante                   | Estadio                    | Fecha             | Hora              |
| ---------------------- | ----------------- | --------------------------- | -------------------------- | ----------------- | ----------------- |
| Gimnasia y Esgrima (M) | 1 - 0             | Defensores de Belgrano (VR) | Víctor Antonio Legrotaglie | 27 de mayo        | 19:00             |

## Descenso

### Tablas de promedios por zonas

#### Zona A
| Pos  | Equipo                  | 1a. F. | Rev. | Total | PJ | Promedio |
| ---- | ----------------------- | ------ | ---- | ----- | -- | -------- |
| 01.º | Deportivo Madryn        | 16     | 17   | 33    | 24 | 1,375    |
| 02.º | Cipolletti              | 23     | 7    | 30    | 24 | 1,250    |
| 02.º | Sansinena               | 16     | 14   | 30    | 24 | 1,250    |
| 04.º | Independiente (Neuquén) | 19     | 9    | 28    | 24 | 1,166    |
| 05.º | Rivadavia (Lincoln)     | 17     | 8    | 25    | 24 | 1,041    |

|  | Descendió al Torneo Regional Federal Amateur. |

#### Zona B
| Pos  | Equipo               | 1a. F. | Rev. | Total | PJ | Promedio |
| ---- | -------------------- | ------ | ---- | ----- | -- | -------- |
| 01.º | Huracán Las Heras    | 22     | 19   | 41    | 28 | 1,464    |
| 02.º | Deportivo Maipú      | 26     | 13   | 39    | 28 | 1,392    |
| 03.º | San Lorenzo de Alem  | 20     | 13   | 33    | 28 | 1,178    |
| 04.º | Unión (Villa Krause) | 17     | 15   | 32    | 28 | 1,142    |
| 05.º | Unión Aconquija      | 13     | 10   | 23    | 28 | 0,821    |
| 06.º | Gutiérrez SC         | 13     | 8    | 21    | 28 | 0,750    |

|  | Descendió al Torneo Regional Federal Amateur. |

#### Zona C
| Pos  | Equipo                                      | 1a. F. | Rev. | Total | PJ | Promedio |
| ---- | ------------------------------------------- | ------ | ---- | ----- | -- | -------- |
| 01.º | Sportivo Las Parejas                        | 23     | 17   | 40    | 28 | 1,428    |
| 02.º | Douglas Haig                                | 26     | 12   | 38    | 28 | 1,357    |
| 03.º | Defensores de Pronunciamiento               | 22     | 13   | 35    | 28 | 1,250    |
| 04.º | Atlético Paraná                             | 16     | 18   | 34    | 28 | 1,214    |
| 04.º | Gimnasia y Esgrima (Concepción del Uruguay) | 25     | 9    | 34    | 28 | 1,214    |
| 06.º | Libertad (Sunchales)                        | 14     | 10   | 24    | 28 | 0,857    |

|  | Descendió al Torneo Regional Federal Amateur. |

#### Zona D
| Pos  | Equipo                 | 1a. F. | Rev. | Total | PJ | Promedio |
| ---- | ---------------------- | ------ | ---- | ----- | -- | -------- |
| 01.º | San Jorge (Tucumán)    | 20     | 19   | 39    | 28 | 1,392    |
| 02.º | Altos Hornos Zapla     | 27     | 9    | 36    | 28 | 1,285    |
| 02.º | Juventud Antoniana     | 24     | 12   | 36    | 28 | 1,285    |
| 04.º | Sportivo Patria        | 16     | 14   | 30    | 28 | 1,071    |
| 05.º | Deportivo Mandiyú      | 15     | 14   | 29    | 28 | 1,035    |
| 06.º | Guaraní Antonio Franco | 12     | 8    | 20    | 28 | 0,714    |

|  | Descendió al Torneo Regional Federal Amateur. |

### Tabla general de promedios
| Pos  | Equipo                                      | 1a. F. | Rev. | Total | PJ | Promedio |
| ---- | ------------------------------------------- | ------ | ---- | ----- | -- | -------- |
| 01.º | Huracán Las Heras                           | 22     | 19   | 41    | 28 | 1,464    |
| 02.º | Sportivo Las Parejas                        | 23     | 17   | 40    | 28 | 1,428    |
| 03.º | Deportivo Maipú                             | 26     | 13   | 39    | 28 | 1,392    |
| 03.º | San Jorge (Tucumán)                         | 20     | 19   | 39    | 28 | 1,392    |
| 05.º | Deportivo Madryn                            | 16     | 17   | 33    | 24 | 1,375    |
| 05.º | Douglas Haig                                | 26     | 12   | 38    | 28 | 1,357    |
| 07.º | Altos Hornos Zapla                          | 27     | 9    | 36    | 28 | 1,285    |
| 07.º | Juventud Antoniana                          | 24     | 12   | 36    | 28 | 1,285    |
| 09.º | Cipolletti                                  | 23     | 7    | 30    | 24 | 1,250    |
| 09.º | Defensores de Pronunciamiento               | 22     | 13   | 35    | 28 | 1,250    |
| 09.º | Sansinena                                   | 16     | 14   | 30    | 24 | 1,250    |
| 12.º | Atlético Paraná                             | 16     | 18   | 34    | 28 | 1,214    |
| 12.º | Gimnasia y Esgrima (Concepción del Uruguay) | 25     | 9    | 34    | 28 | 1,214    |
| 14.º | San Lorenzo de Alem                         | 20     | 13   | 33    | 28 | 1,178    |
| 15.º | Independiente (Neuquén)                     | 19     | 9    | 28    | 24 | 1,166    |
| 16.º | Unión (Villa Krause)                        | 17     | 15   | 32    | 28 | 1,142    |
| 17.º | Sportivo Patria                             | 16     | 14   | 30    | 28 | 1,071    |
| 18.º | Deportivo Mandiyú                           | 15     | 14   | 29    | 28 | 1,035    |
| 19.º | Unión Aconquija                             | 13     | 10   | 23    | 28 | 0,821    |

|  | Descendieron al Torneo Regional Federal Amateur. |

## Goleadores
| Pos. | Jugador              | Jugador                  | Goles | Equipo                 |
| ---- | -------------------- | ------------------------ | ----- | ---------------------- |
| 1.º  | Bandera de Paraguay  | Pablo Palacios Alvarenga | 21    | Gimnasia y Esgrima (M) |
| 2.º  | Bandera de Argentina | Luis Silba               | 16    | Sarmiento (R)          |
| 3.º  | Bandera de Argentina | Diego Jara               | 13    | Central Córdoba (SdE)  |
| 4.º  | Bandera de Argentina | Cristian Campozano       | 12    | Sportivo Patria        |
| 5.º  | Bandera de Argentina | Nicolás Ledesma          | 11    | Atlético Paraná        |
| 5.º  | Bandera de Argentina | Horacio Martínez         | 11    | Douglas Haig           |

Fuente: www.soloascenso.com.ar